# 加速世界
《加速世界》，簡稱，是川原礫著作，HIMA繪製插畫的日本輕小說作品，由電擊文庫於2009年2月10日開始發行。中文正體版由台灣角川發行，譯者為邱鍾仁；簡體版則是天聞角川代理發行，第1至10集沿用該譯本。
2011年宣布由日昇動畫動畫化，其後宣布推出廣播劇CD作為動畫的先驅。動畫於2012年4月6日播放至9月21日。2015年10月4日宣布製作新作：劇場版動畫《加速世界 －Infinite Burst－》。

## 作品概要
- 原先是作者在網路上連載《刀劍神域最終章》遭遇瓶頸時為轉換心情而在小說投稿網站[3]上以「攻打引」為筆名寫的小品，當時的標題為《超絕加速Burst Linker》。後來投稿第15回電擊小說大獎而成為大賞得獎作品。得獎後因為標題不受歡迎而更名[4]。文庫版的人物、世界設定等皆與WEB版有相當大的差異。在第一集卷末有川上稔的短篇與角色介紹。
- 電擊文庫MAGAZINE從2010年5月號開始連載合鴨ひろゆき作畫的漫畫版和あかりりゅりゅ羽作畫的搞笑四格漫畫《小加速世界》。月刊Comic電擊大王於2012年3月號開始連載笹倉綾人作畫的外傳漫畫《加速世界外傳 魔女的遊園（Accel World／Dueler Magisa Garden）》。
- 目前本作已動畫、遊戲化。動畫是由日昇動畫公司第八製作組負責製作，遊戲則是由南夢宮萬代出品。
- 作者川原礫2014年7月6日在Anime Expo2014的討論會中，被問到關於加速世界動畫二期製作的消息時表示，日昇第八製作組的排程因為LoveLive!劇場版的關係，目前仍沒有空檔。同行的電擊文庫編輯三木一馬則展現強烈的使命感，表示會再加油。[5]
- 2015年10月4日在電擊文庫秋之祭典上發表了《加速世界》新作動畫制作決定「加速世界 INFINITE BURST（アクセル・ワールド　インフィニット・バースト）」[6]
- 虽然作者曾经强调过与其笔下另一部作品《刀劍神域》没明确的关联关系，即使也有为两部作品创作过跨媒体作品，但部分设定（NerveGear、脑内植入式芯片、摇光）及之后的剧情发展在爱好者的讨论中被认为两者是否存在剧情前后继承等关系。

## 故事簡介
2046年，人人都使用名為「神經連結裝置（Neuro-Linker）」的終端連線設備，生活的大半時間都可以建構在網路世界的不遠未來。
因為身材肥胖而受到欺凌的學生有田春雪，過著一邊逃避現實，一邊躲在校內網路一角提升自己虛擬壁球遊戲的分數最高紀錄的日子。某天，美麗的學生會副會長黑雪公主突然出現在他的面前，留下了一句謎一般的話語：
|  | 少年，你想不想……「加速」到更快的境界？ |

接受黑雪公主邀請的春雪，與黑雪公主進行有線式直接連線，下載了名為「Brain Burst」的遊戲應用程式。憑藉著Neuro-Linker的量子連線作用，能夠將思考速度提升到一千倍。成為「超頻連線者（Burst Linker）」的春雪，操縱著自己的對戰虛擬角色「Silver Crow」，與黑雪公主一起投入加速世界的戰鬥之中。

## 登場人物
中文譯名以台灣角川書店之繁體中文版為準；名字表示順序為「真實姓名（日語原文）／遊戲角色名」。

### 黑之軍團：黑暗星雲（Nega Nebulus）
有田春雪／Silver Crow（白銀之鴉）（聲：梶裕貴（日本）；石薇（台湾））
本作男主角。2033年4月23日出生，梅鄉國中二年級學生（頭兩卷時是13歲一年C班學生），與千百合及拓武一起就讀於二年C班。黑雪公主初次認識他時叫他「有田同學」，相處久後叫他「春雪同學」，拓武和千百合兩位兒時玩伴都稱呼他為「小春」。從嬰兒時期就配戴神經連結裝置。
因外表肥胖加上個性內向而被班上同學欺負，養成消極退縮的個性，常用絕技是「拔腿就跑」和「全力退縮精神模式」。
擅長遊戲，特別是第一人称射击游戏，曾在小學時於遊戲中僅憑一把小手槍將班裏所有男生擊倒，在中學時將在校內的「虛擬壁球」遊戲記錄達到了匪夷所思的地步，直到黑雪公主利用「加速」才被超越，黑雪公主看上他的速度而讓他成為能夠使用「加速」的人。住在北高圓寺的複合高層大廈裡，家中收藏了幾乎所有領域的遊戲。
與千百合及拓武是兒時玩伴，為了能一直維持三人都是好友的關係而鼓勵千百合與拓武交往。雖然喜歡黑雪公主，但對千百合與其他男孩在一起時會感到嫉妒。曾多次被拓武吐槽「受年長女性歡迎」／「有很多大姐姐教他」（香港Animax版）。
二十六卷中，春雪鼓起勇氣回應了黑雪公主的告白，兩人接吻後開始交往，並接受黑雪公主所交代的任務，要好好面對來自其他喜歡春雪之人的心意。
通常虛擬角色為「粉紅豬」，擁有扁平的鼻子，垂在臉兩旁的大耳朵，粉紅色圓球般的身體，豐滿而具有彈性的四肢及黑色蹄狀的手腳；最初自創的通常虛擬角色「黑騎士」被荒谷強行奪走，而被逼使用這個諷刺的通常虛擬角色，但因黑雪公主曾經說過「喜歡這造型」，所以一直沒有把粉紅猪更改掉。
在四格漫畫《小加速世界》中是通常虛擬角色的粉紅豬加上現實世界的頭髮再配上制服領帶的模樣，雖然在漫畫中的境遇比在小說中被霸凌的時候還要淒慘，他仍然不以為意，發揮了堅忍不拔的精神。
Silver Crow：
春雪的對戰虛擬角色，通稱「Crow」，Maiden叫他「鴉鴉」，至小說21卷為止是等級6。在小說25卷末加入震盪宇宙。
罕有的金屬色對戰虛擬角色。銀白色，瘦長的身體，鼻子和嘴巴藏在綠色面罩內，是加速世界內唯一有限定發動型技能「飛行」能力的對戰虛擬角色，由此能力得來的外號——「銀鴉」。
雙翼由左右各十枚的白銀翼片組成。利用飛行的優勢進行對戰，但在欠缺遠距離型的第二代黑暗星雲中，經常成為敵方狙擊的對象。升級獎勵幾乎都點在飛行能力的性能強化。
升上等級2時，曾為了選擇升級獎勵而苦惱，獎勵分別有：瞬間縮短間距並用拳頭高速連擊的近距離必殺技「快速節奏」、手腕能放射出三枚金屬箭的遠距離必殺技「橈箭射擊」、強化身體防禦力的強化外裝「硬質護甲」與飛行能力的性能強化等四選一的獎勵選項。最後選擇了飛行能力的性能強化。为了打倒公敵「大天使梅丹佐」，被請求學習技能「理論鏡面」用于反射光束攻击，后来发现无法实现后而另外领悟出「光學傳導」用以偏转光束。
作為第6代Chrome Disaster時，可以使用歷代Chrome Disaster的各種技能，包括鎧甲內建的特殊能力「能量吸收」、初代的必殺技「閃身飛逝」、第二代的特殊能力「噴火」、第三代能匹敵藍之王的劍技、第五代的特殊能力「鉤索」、Silver Crow自身持有的「飛行能力」以及心念技。
在黑暗星雲與長城舉行會談的前夕，決定升上等級6，但選擇升級獎勵時決定保留到以後再選擇。在黑暗星雲與日珥的軍團合併會議前夕，因希望增加自己可以做的事而選擇澄澈之刃作為升級獎勵。之後在Rose Milady的幫助下透過傳說中流浪的鐵匠為澄澈之刃附加了「炎熱屬性無效」。
後來向第三代Chrome Disaster兼傳說中的劍豪Centaurea Sentry學習「奧米加流」的「無遺劍」劍術，正式成為其唯一的門徒，並在加速世界中進行四個月的修行。
之後在諸王救出作戰中，達到了「奧米加流」的「極」之境界，成功以劍擊殺太陽神印堤的第一型態，但卻因此落入了白之王的計畫一環，使能操控印堤的第二型態——終焉神特斯卡特利波卡。其後當著眾人面前被白之王綁架，儘管拒絕加入震盪宇宙的邀請，但仍被囚禁於無限制中立空間。之後，Centaurea Sentry等五位頂峰劍士與梅丹佐一起實施第二波營救作戰時不敵終焉神特斯卡特利波卡，Crow為了保護同伴，逼不得已與梅丹佐一起加入震盪宇宙，並成為白之王White Cosmos的專屬騎士。
上輩是Black Lotus。
黑羽早雪／Black Lotus（黑色睡蓮）（聲：三澤紗千香（日本）；錢欣郁）
本作女主角。2032年9月30日出生。梅鄉國中三年級學生（頭兩卷時是14歲的二年級生）。梅鄉國中學生會副會長，血型為A型，因外表亮麗而被稱為「黑雪公主（Kuroyukihime）」，成為學生們憧憬的對象。本名為黑羽早雪，楓子、謠、晶在現實生活中分別叫他「小早」、「早早」、「早」，第二代黑暗星雲新加入的春雪、拓武、千百合分別叫他「（黑雪公主）學姊」、「軍團長」、「黑雪學姐」。
原居住於港區白金台，與白之王在現實中是一對姊妹，但因受到姊姊的欺騙，對姊姊發動物理攻擊，被雙親以「精神治療」的名義趕出家門，就此對她不聞不問，由顧問律師代理監護人，現在獨自住在杉並區成田東「阿佐谷住宅區」的一棟平房裡。
由於在「無限制中立空間」待過極長的時間，心靈年齡遠遠超越了肉體，平日面無表情，有着一頭及腰的烏黑長髮，全身黑色打扮。八歲時成為超頻連線者，真實身分為背叛純色六王的「黑之王」。因發現春雪異常優異的反應速度，進而注意他，最後發現自己喜歡上他，曾在「加速」狀態下向春雪告白，並吻了春雪。在小說第九卷第七章時，帶春雪到她自己家裡的時候，在自己家中且是現實世界中對春雪告白。
利用「加速」突破春雪在校內的「虛擬壁球（Virtual Squash）」遊戲記錄，進而邀請春雪成為伙伴。曾為了保護春雪使用「物理完全加速」，而被荒谷以車撞至重傷。
雖然平時穩重大方，但當其他女生（千百合、楓子、綸、仁子等）親近春雪時會變得急躁及不快，有點冒失娘的屬性，必殺技是「急凍黑雪式微笑」。
曾因仁子在春雪家留宿而加入合宿。後來又因「天氣異常」等狀況影響而單獨在春雪家留宿並在第二天早上被楓子目擊。由於目擊事件的楓子提出了「本月份邀請她來過夜」來作為隱瞞條件，而進行了一次三人（黑雪公主、春雪、楓子）合宿。
Graphite Edge給予了黑雪公主駭客軟體「SSS Order」，能夠以「系統管理員」身分登入（入侵）除社交攝像頭網絡和Brain Burst的中央服務器以外的所有已連接全球網絡的系統。黑雪公主就是以此軟體改寫自己在居民基本登記冊網絡認證過的姓名標簽。
母亲娘家姓「神邑」，双亲都是与制造神经连结装置的「神邑」企业相关。而黑雪公主曾以「SSS Order」查到自己可能是通过人工子宫生育并且使用神经连结装置复制其他人的灵魂，作为灵魂复制实验而诞生的實驗品。
二十六卷中，接受春雪對其告白的回應，兩人接吻後開始交往，並交代春雪要好好回應其他喜歡他的人。
通常虛擬角色為「黑鳳蝶」，與本人相像，有着白皙的肌膚與如星空般漆黑的雙眸，穿着裝飾著白銀蝴蝶的黑色長裙晚禮服，手握偽裝成曲柄洋傘的一把劍 。
在OVA中，通常虛擬角色在「Accel Assault 2038」的世界中變成與Black Lotus相似，四肢都是劍的對戰虛擬角色，艱困地對抗擁有遠距離火力的DShK，最終與春雪的對戰虛擬角色合併獲得飛行能力，打敗DShK，完全攻略Accel Assault。
在遊戲《刀劍神域 Lost Song》中，因錯誤的量子糾纏而進入該作，並以「Accel Assault 2038」的對戰虛擬體與《刀劍神域》的男主角桐人短暫交手。
在四格漫畫《小加速世界》中模樣和通常虛擬角色的黑鳳蝶一樣，特別愛講無聊的雙關語冷笑話。雖然似乎跟小說一樣對做菜沒轍，但是在漫畫中常常可以看到她用巧克力做出幾可亂真的西洋棋棋子或魔術方塊，還有用熟練的刀法切鮪魚。想做的事就會盡情地做，她異想天開的行動把周圍的人拖下水是本漫畫的基本路線。另外，漫畫中好像沒看過她打開嘴巴。
Black Lotus：
黑雪公主的對戰虛擬角色，通稱「Lotus」，加速世界裡楓子和晶叫她「Lotus」、謠以「蓮姐」稱呼她，Graphite則是「蘿塔」代稱。身上有著宛如黑曜石般半透明裝甲的黑色對戰虛擬角色，登場時等級9，為純色七王之一。向Graphite學習戰鬥的技巧和「明陰流」流派的劍術。曾經去過南方迷宮「芝公園」。
被白之王誘騙而欲阻止心念槍的完成，在三年前的首次七王會議時，以必殺技死亡擁抱偷襲第一代紅之王，使其從加速世界中永久退場。隨後與其他在場的王們展開厮殺，拖到對戰時間結束仍不分勝負。隔天登入無限制中立空間想要以超頻點數向黑暗星雲的成員謝罪未被接受，在場的四大元素卻想出攻進禁城讓加速世界破關的方式，不顧Lotus勸阻堅持進攻禁城，開戰兩分鐘之後最後一名成員倒下，三名幹部陷入無限EK（Enemy Kill）狀態，導致黑暗星雲完全垮台。其後兩年多為了逃避六王的懸賞一直沒有連上全球網路，與黑暗星雲的成員失去聯繫。
高約170厘米，頭部護目鏡呈現V字向後傾形，黑色裝甲包裹纖細的身體，擁有劍狀的四肢、花卉狀的鎧甲，是加速世界少數懸浮移動型的對戰虛擬角色，有著「絕對切斷」及獵殺公敵得到的「殲滅者」外號。
能通过類似於自我暗示，使用技能「超頻驅動」，分為三種模式：強化攻擊距離「紅色模式（Mode Red）」、強化近戰攻擊「藍色模式（Mode Blue）」和強化物理防禦「綠色模式（Mode Green）」。由於並不屬於心念技，因此使用場合不受心念技的限制。
上輩是White Cosmos；而下輩是Silver Crow。
倉嶋千百合／Lime Bell（青檸之鈴）（聲：豐崎愛生（日本）；雷碧文（台湾））
春雪和拓武的兒時玩伴，2033年出生，梅鄉國中二年級學生（頭兩卷時是13歲的一年級生），與春雪及拓武一起就讀於二年C班，社團是田徑社。春雪叫她「小百」，拓武叫她「小千」，黑雪公主叫她「千百合同學」，楓子叫她「千子」。
身形嬌小，有着一雙大眼睛，一頭栗色短髮的前端戴上青色的別針和白貓笑臉的髪飾。
因害怕與春雪及拓武的關係會變化，聽從春雪的建議接受拓武的告白並交往。十分在意春雪，對春雪被欺負感到心痛，同時對春雪和黑雪公主親近感到不愉快，必殺技是「超火力千百合光束」。家住在北高圓寺的複合高層大廈21樓裡。
因春雪和拓武的決鬥而知道Brain Burst的存在，也知道兩個人有秘密瞞著她的事。雖然千百合原諒了他們，但是對於他們兩人只熱衷於Brain Burst有所不滿，為了取回原來的關係，在升上二年級時向拓武要求複製遊戲而成為拓武的下輩，現在三個人之間是維持類似等邊三角形的關係，不過三個人從小一起玩的時候，春雪和拓武就經常是千百合的手下，因此兩個人多少都會遷就她。
雖然起初安裝Brain Burst只是想和春雪與拓武重拾以往的關係，經歷過與很多超頻連線者對戰和加速世界相關的種種事情之後，也激發了她對於身為一個超頻連線者的樂趣。
因要和罹患喉癌的父親說話，從嬰兒時期開始就使用了神經連結裝置。父親的惡性腫瘤已經復發兩次，由於醫生宣告如果再發生一次癌症轉移會相當危險，因此千百合總是希望「回到過去那段不用一直擔心著癌症復發的日子」。
通常虛擬角色為「銀色的貓」，是和現實中的容姿相近的貓耳女孩，有着金色虹膜的眼睛，一邊的耳朵與尾巴末梢紮着深藍色的蝴蝶結。
在OVA中，通常虛擬角色在Accel Assault 2038的世界中變成與青橙之鈴相似，穿著綠色洋裝的對戰虛擬角色。沒有物理戰鬥的能力，但與拓武的對戰虛擬角色搭配獲得遠距離範圍攻擊的能力壓制DShK。
在四格漫畫《小加速世界》中是通常虛擬角色「銀色的貓」穿著制服的樣子，講話時常接著「喵」，看到魚會興奮地撲過去，充分展示了像貓的個性。
Lime Bell：
千百合的對戰虛擬角色，通稱「Bell」，魔法少女型對戰虛擬角色，外號「時鐘魔女」，橙色的眼睛與似葉子的披風，戴着魔法師般的尖頂帽及像貓的面具，左手持有巨大的鐘型強化外裝「聖歌搖鈴（Choir Chime）」，高彩度的寶綠（萊姆）色對戰虛擬角色。起初以为外装的技能「香櫞鐘聲（Citron Call）」是类似治疗效果，后来才确认更稀有的逆轉時間回溯技能，消耗一半必殺槽的模式1是將虛擬角色的狀態（如HP和必殺技量條）以秒為單位倒退；蓄滿後並消耗全部必殺槽的模式2是將虛擬角色的「狀態以外的變化」為單位倒退回去，上限是四次。由于装备長度將近於她上臂的兩倍，因此無法朝向自己使用
上輩是Cyan Pile，初登場等級1，在強迫與Taker組隊的2日內升級至等級4，第十八卷升為等級5。
第二代黑暗星雲初期加入的夥伴中只有她還沒有修練心念系統，因此她在心念的戰鬥中以負責用香櫞鐘聲回復同伴的體力為主，對於自己沒辦法上陣戰鬥感到有些不滿。
黛拓武／Cyan Pile（青之樁基）（聲：淺沼晉太郎（日本）；石薇（台湾））
春雪和千百合的兒時玩伴，2033年4月2日出生，身高175厘米。現為梅鄉國中二年級學生（頭兩卷時為13歲的一年級生），與春雪及千百合一起就讀於二年C班，社團是劍道社。
春雪叫他「阿拓」，千百合叫他「小拓」，黑雪公主叫他「拓武同學」，仁子叫他「博士」。
原就讀於新宿區一所從國小到大學一貫式教育的名門學校，國中一年級第三學期開學時轉學到梅鄉中學。家住在北高圓寺的複合高層大廈裡。
文武雙全、個性爽朗的美男子，一年級時就已經在劍道大會得到優勝。但其實他也是能夠使用「加速」的人，劍道大會的優勝不過是他使用「加速」而得到手的。在加入黑暗星雲前為獅子座流星雨的成員，上輩是劍道社的主將、藍之王的左右手。在春雪的邀請及為了贖罪而加入第二期黑暗星雲。
最初春雪（Silver Crow）發現他的真實身分後與他對戰，他完全發洩出存在於他心中的自卑感等負面感情打倒了Silver Crow，但最後被覺醒了飛行能力的Silver Crow徹底打敗，兩人和解而成為真正的夥伴，為了贖罪而加入黑暗星雲。
初加入的時候他懷抱著很強的罪惡感和贖罪意識，然而漸漸地轉為對黑暗星雲軍團強烈的歸屬感，對於為了與震盪宇宙一決勝負而提出「放棄杉並區領土」的想法也是他率先表示反對。
在現實中他曾退出劍道社，後接受黑雪公主的建議轉校到梅鄉國中並重新加入劍道社，同時為了親眼注視周圍的人而停止使用神經連結裝置的視力矯正功能，從此開始配戴眼鏡。善於分析狀況，提出適切的方針，是新生黑暗星雲的參謀。被要求擔任智囊的角色而被仁子稱為「博士」，然而他並不喜歡這個稱號。平常是沉著冷靜確實應對事物的性格，不過在校慶和游泳的時候也可以一窺他年少青春的一面。
小時候曾在道場被學長欺負，不斷被突刺咽喉而形成陰影，遇上突剌或向咽喉的攻擊會露出破綻的事成為劍道和加速世界中戰鬥的致命弱點。
通常虛擬角色為「機器人鐵樵夫」，在動畫第9話觀看討伐災禍之鎧的重播影像時登場。
在OVA中，通常虛擬角色在Accel Assault 2038的世界中變成只有頭與部分軀幹的Cyan Pile，頭上的菱形寶石可以射出「雷霆快槍」，身體側邊可以施展「飛針四射」，必殺技使用無限制。沒有自主行動能力，與千百合搭配后可以噴發火焰推進器，以空中優勢攔截DShK的遠距離攻勢。
Cyan Pile
拓武的對戰虛擬角色，通稱「Pile」，初登場時為等級4，第五卷時等級5，第十七卷升為等級6。
顏色是無限接近純藍的青色，約180cm高的健碩型對戰虛擬角色。如同劍道面具的頭部，左手戴着藍色的護手，右手持有強化外裝「打樁機」。
戲稱自己的對戰虛擬角色為缺陷體，因其本身是近戰之藍，但必殺技和強化外裝卻是完全不搭調的遠距離攻擊，他推測的原因是願望和恐懼的矛盾。
在得知春雪被PK集團盯上的情報後獨自進行情報搜集，並從Magenta那裡取得ISS套件，但在受到PK集團圍攻時被迫使用ISS套件，以此力量消滅了4名PK者，之後為了消滅自己而與Crow對戰，然而其意志受到ISS套件的控制，當下以強大的戰鬥力將Crow逼入絕境，且被ISS套件寄生的「打樁機」使出需要消耗必殺技計量表的特殊心念技「雷霆暗槍」，其後因ISS套件試圖寄生到Crow身上，為了保護Crow而抵抗ISS套件的控制，使用必殺技自我了結以結束該場戰鬥，后于ISS套件利用晚上与核心交换信息时，在与其直连同睡的春雪和千百合的呼唤下，透過自己和春雪的心念技移除了ISS套件而恢复原狀。
合併會議之黑暗星雲方與Magenta投有條件贊成票，兩人將自己使用ISS套件期間取得足以使8級升至9級的大量點數作為籌碼交給日珥成員以達成合併共識。
上輩是藍之軍團的原幹部（已被藍之王處刑）；下輩是Lime Bell。
倉崎楓子／Sky Raker（天空展望者）（聲：遠藤綾（日本））
就讀於澀谷女子高中一年級（16歲）的高中生兼黑暗星雲的副軍團長，是黑暗星雲成員當中年紀最大的成員，已經取得駕駛執照，是黑雪公主的摯友。
黑雪公主叫她「楓子」，謠在現實生活和加速世界都叫她「楓姐」，春雪曾說千百合跟她的姓氏相似，因而被千百合稱為「姐姐」。
家住在杉並區和澀谷區的交界附近。
有一頭長髮及豐滿的身材（有著褐色長髮與清澈的天藍色瞳眸），先天雙腿残缺而使用机械義肢，比黑雪公主稍高，擁有不下於黑雪公主的優雅氣質。
因上澀谷的醫院保養義肢而認識在醫院的自助餐廳打工的綸。
在認知到自己的虛擬角色無法飛行後引退，自此與黑雪公主失去聯絡，在春雪的穿針引線下，兩人再次相見，之後被黑雪公主說服，再次加入其統領的軍團。十分照顧春雪。
性格腹黑，曾經笑着把Crow從舊東京塔上推下；又曾經把獅子座流星雨的Cobalt、Mangan並排吊在都廳。与其它军团的很多人都有过节，必殺技是「真空破Raker微笑」和「真空破Raker秋波」。
在四格漫畫《小加速世界》中以現實世界中的制服裝扮登場。唯一一個可以操弄旁若無人的黑雪公主的人物，常常設計想讓骷髏（Ash）搞笑（在事先讓他知道會遭到黑雪公主毒手的前提之下），偶爾可以看出和小說原作中一樣腹黑的一面。在漫畫中一直都是瞇起眼睛在笑，所以沒有畫出瞳孔。
Sky Raker：
楓子的對戰虛擬角色，通稱「Raker」，第一代「黑暗星雲」幹部「四大元素」的「風」。
過去被稱為「鐵腕」、「ICBM」、「超空流星」，引退後被稱為「伊卡洛斯」，Graphite稱她「蕾卡」。
在第一代黑暗星雲時代經常與Maiden搭擋，利用疾風推進器一口氣突襲敵人大後方的根據地，而有「ICBM」的稱號。
等級8的老手，淡藍色的對戰虛擬角色，擁有天藍色的長髮。曾經去過南方迷宮「芝公園」。初登場時以輪椅移動。
持有初始強化外裝「疾風推進器」，著裝的語音指令設定成「疾風召喚」，此裝備的瞬間推進力比任何對戰虛擬角色的加速度都還要快，能與「滲透打法」補足决定性一擊時攻擊力不足的問題。升級獎勵全都點在此裝備的強化上。靠著「疾風推進器」的特性，是唯一在沒有空氣、幾乎沒有重力的「太空」場地內自由移動的對戰虛擬角色，因此在與綠之軍團會談時進行的7對7混戰中大為活躍。
在第一代黑暗星雲進攻禁城的作戰中，與Lotus一同進攻西門，依靠疾風推進器的能力抱著Lotus拼死從四神白虎手上逃脫，成為唯一存活、沒有陷入無限EK的「四大元素」；在解放Maiden計劃中，負責協助Crow達到飛行最大速度，並與Lotus一起吸引四神朱雀。
擁有很多在Brain Burst中商店買來的物品：位在舊東京鐵塔頂端的房屋「楓風庵」、輪椅和平常穿在對戰虛擬角色身上的白色寬邊帽、白色連身洋裝等。
在第一代黑暗星雲時代為了輕量化及加強心念能力以便翱翔高空，強迫Lotus協助自己將雙腳砍斷，捨棄雙腳期間依靠輪椅移動。在赫密斯之索縱貫賽中，被Crow指出其強化外裝為「疾風推進器」而非「翅膀」的理由，是因Raker真正追求的目標，是比天空更高的地方——宇宙，因此Sky Raker實際上是「宇宙戰專用對戰虛擬角色」。她在眾人的幫助下使用疾風推進器抵達赫密斯之索的終點，解開心結後取回因自己心意而失去的雙腳。
在回歸黑暗星雲後的初期，只參與防守領土戰的活動。在赫密斯之索縱貫賽中，為保護同伴使用防御心念技「庇護風陣」對抗Jigsaw的心念攻擊。
上輩不明；下輩是Ash Roller。
四埜宮謠／Ardor Maiden（劫火巫女）（Shinomiya Utai／Ardor Maiden，聲：原由實）
就讀於松乃木學園小學部四年級堇班（10歲）的小學生，2037年9月15日出生，是黑暗星雲成員當中年紀最小的，與楓子和黑雪公主在現實世界中互相認識。
有著漆黑的頭髮，淡紅色的眼睛，標準的日本人臉孔，整齊的瀏海及用絲帶綁起的短馬尾。
黑雪公主和楓子叫她「謠謠」，春雪叫她「四埜宮同學」、「小梅」，千百合叫她「小謠」。
家住杉並區大宮一丁目，出身能劇世家。
老家是傳承「觀世流能樂師」的四埜宮家族，三歲時就以「子方（兒童演員）」的身分登台，雖然夢想成為能樂師，卻因身為女孩子而無法如願。在無法可想的時候，二哥四埜宮竟也給了她Brain Burst。在加速世界中得到樂趣的同時，卻也強化了她對能樂的嚮往。
目擊二哥竟也的死亡，使其遭受嚴重精神衝擊，因而罹患了「運動性失語症」，無法正常說話。
運用醫療用BIC使用虛擬文字以聊天室的方式和其他人溝通和交談（現實世界的對白開始時會有「【UI>」），打字的速度連春雪也大吃一驚，進入加速後則能夠正常說話。
由於讓自身進入「加速」狀態的指令必須靠聲帶發聲，因此強行說出指令時顯得非常辛苦。
責任感非常強，認為第一代黑暗星雲會垮臺是她的責任，自己覺得有強大的罪惡感。
在第一代黑暗星雲解散後放棄了常用的郵件地址，並不再與任何黑暗星雲的伙伴聯絡，一直到松乃木學園的老舊飼育屋被清拆，將角鴞「小咕」寄養在梅鄉國中的飼育屋而與春雪認識。
為了協助因無飼主而即將被人道毀滅的白臉角鴞「小咕」尋求居所，而迫不得已與黑雪公主聯繫，希望借用其學生副會長權力批准在梅鄉中學增建飼養部，同時黑雪公主亦借機說服謠重新加入軍團，並協助Crow解除Chrome Disaster的詛咒，而其後謠亦對黑暗星雲全員作出請求，將其對戰虛擬角色「Ardor Maiden」從禁城《四神》之一朱雀的「無限EK」中解放，之後在救出任務成功後重新回歸黑暗星雲。
在梅鄉國中飼育委員會的頭銜是井關玲那取的「超委員長」。
楓子是成員當中最溺愛她的，只要看到謠就會緊緊抱住到讓她沒辦法呼吸，領土戰時常常把她當作「彈頭」投向敵陣中心進行突擊，甚至讓她獲得了「Raker專用套件」的別稱，讓謠對楓子的行為感到非常煩惱。
對春雪的第一印象是感覺是一位靠不住的人，不過在飼育委員的工作和逃出帝城的行動中，發現他的強是追求遙遠高度的意志，另一方面因為年齡和他的虛擬角色形象與他的哥哥竟也像似不少，所以謠對他有著強烈依靠與好感。現在在梅鄉國中飼育委員會工作中常常與春雪一起行動。
在四格漫畫《小加速世界》中以現實世界中的模樣登場。著名台詞是「我來幫你○○了☆」、「魔法少女☆謠謠」，完全變成像是魔法少女的風格。還有在漫畫中，她是把小咕放在頭上她常戴著的帽子裡面保護。
Ardor Maiden
謠的對戰虛擬角色，通稱「Maiden」或「小梅」，第一代「黑暗星雲」幹部「四大元素」的「火」，擁有「緋色彈頭」的稱號。Graphite稱她為「點點」，但本人不喜歡此名。
等級7的老手，掌握「淨化」的能力。
對戰虛擬角色上半身是半光澤米白色的「特殊之白」，下半身卻是緋紅的「遠距之紅」。
白色面罩上有着緋紅色的眼睛，額頭前方蓋着瀏海狀的裝甲，後頭部則延伸出長長的尾翼，雙手下方長長的盾牌及從高腰到腳底往外擴張的裝甲護裙有如古式的和服。對戰虛擬角色生成時下半身原是淡紅色，因兄長的過世才轉變成深沉的緋紅色。
第一代黑暗星雲時經常擔當「Sky Raker」的支援角色，被黑雪公主稱為「Raker專用套件」，但由於Sky Raker過激的戰鬥方式（如把Ardor Maiden當作「彈頭」投向敵陣中心進行突擊），而令本人對此產生陰影，在他人提起時會有被嗆到或者瞬間僵直的過敏反應。在過往的領地戰中，曾被Sky Raker從空中投到日後成為第二代紅之王的Scarlet Rain面前突襲而與其認識，然而當時彼此並不是很熟識。曾經去過西方迷宮「新宿都廳」，見到一號星大劍「天樞」的空置台座。
使用一把日式長弓「火焰呼喚者」。
在加速世界稱呼Crow為「鴉鴉」。
在兩年半前第一代黑暗星雲進攻禁城的作戰中，被守衞南門的「朱雀」殺死而陷入無限EK的狀態。但後來黑雪公主的解放Maiden計劃未能完全成功，與Crow誤入禁城之內，並在大殿內遇上了Trilead，後在Trilead的帮助下與Crow成功逃出禁城。
在發動心念技時，臉頰兩側的頭髮狀零件會變成能樂面具造型的追加裝甲，長弓會縮成扇子，同時亦會隨著吟唱能劇曲詞而起舞詠唱（主要是因其心念技均是以能劇的形式呈現）。使用心念技時需要相當長的發動時間，但也因此有著驚人的威力，像是為了對付四神玄武而開發的第四象限（以範圍為目標的負向心念）心念技威力甚至能融化魔都屬性的禁城地板，將巨大武士型公敵打倒。
上輩是Mirror Masker。
冰見晶／Aqua Current（水色奔流）（Himi Akira／Aqua Current，聲：植田佳奈）
中學2年級生，依照時間先後是小說第十卷以自稱登場，是春雪不小心撲倒而意外有交流。
戴眼镜的文静短髮女子。自稱「可倫／嘉倫」，在現實世界中和美早互稱為「喵喵」和「晶」，謠稱呼她為「倫姊」。
由於她的對戰虛擬角色很難判斷是女性或是男性，加上加速時說話的聲音和語氣，令人一直誤會她是男性。語尾總是會加上「的說」。
通常虛擬角色設定為戴著眼鏡的水獺。
日珥的副軍團長掛居美早是她表姊，四年前（2043年）帶領美早進入加速世界。
對於美早為了救她不惜累積點數而放棄繼續升級感到內疚，但在救出行動之後雙方恢復了以往的關係。
春雪提到Chrome Falcon和Saffron Blossom的名字時她似乎有反應，不過實際上的關係仍然不明。在中城大樓攻略戰時曾向當時心情有些焦慮的春雪說過「過去我沒能救到有著遠大夢想和強大力量的重要的朋友」。
Aqua Current：
晶的對戰虛擬角色，通稱「Current」，第一代「黑暗星雲」幹部「四大元素」的「水」，主要負責情報收集與分析的工作。曾經去過南方迷宮「芝公園」。
擁有「唯一的一」的稱號，「唯一的一」不只代表她自己本身為1級，同時也表示她是加速世界裡唯一的「保鏢」。
三年前為等級7，但於第一代黑暗星雲進攻禁城的作戰中，被守衞東門的「青龍」殺死而陷入無限EK的狀態，因青龍的特殊能力「等級吸收」影響使其被降為等級1，後來在啟動Current救出任務前升至等級4。
被稱為「保鏢」是因她會與其他遇上點數危機的玩家組隊，直到對方的點數回升到安全的水平；而基於對自己現實身分的保密，她會拍下對方的真實樣貌作為酬勞。
很多曾被Aqua Current照顧過的玩家都會為了報答她而提供各種情報，因此她才能在不能進入無限制中立舞台的情況下仍能知道加速世界的各種變化，包括黑之王Black Lotus的復出以及前來求助的Silver Crow是黑雪公主的下輩。
初代紅之王Rider用稱號「純水無色」稱呼她。
從可以利用折射現象使Argon Array的攻擊幾乎無效來看，擁有相當豐富的戰鬥經驗與技巧。在長期處於等級1的狀況下，仍然靠龐大的戰鬥經驗習得各種特殊技能。
對戰虛擬角色被一層流動的純水包圍，水流從肩膀流向雙手、胸部流向腰部到雙腳，再從後方流向頭部，厚度只有兩三公分，但因水流仍無法看清楚本體。
她的裝甲成分兼特性是不怕微粒子與電系攻擊的「理論純水」，自己可以操控裝甲的水流做各種應用。這些水流裝甲也可以利用戰鬥場地中的水分進行補充，但因本身是理論純水的關係，這些外來的水都需要透過時間淨化才能使用，像「下水道」的污水或是「腐蝕林」的毒沼澤等都需要很長的時間淨化。
和第二代「Chrome Disaster」Magnesium Drake之間既是很好的競爭對手，也是很好的朋友，在沒有上輩的指導下，從Magnesium Drake學來不少東西。
上輩不明；下輩是Blood Leopard。
Graphite Edge（石墨之刀）
通稱「Graphite」，原第一代「黑暗星雲」的幹部「四大元素」的「地」，現作為人質加入綠之軍團「長城」，而他在無限制中立空間的活動範圍一度僅限於禁城之內。
下輩是Trilead Tetraoxide（本名「Azure Heir」）。
詳情請參照「Graphite Edge」。
小田切累／Magenta Scissor（洋紅剪刀）（Girirui Oda／Magenta Scissor）
稍長的浏海剪成非對稱髮型，醞釀出一種相當神秘的氣息，聲音沙啞，笑容妖豔，春雪推測她年齡應該和楓子一樣。
先天罹患「格斯特曼症候群」，因發病導致無法識別左右也無法辨別各隻手指的不同，為了對症治療而使用了神經連結裝置。因此她討厭兩個成為一對的概念。
因入院治療成為其他患者同伴之間的下輩，對經歷跟她相同的超頻連線者Avocado受到周圍的人欺負感到生氣，進而接觸了ISS套件，讓包括自己的上輩和Avocado的上輩在內的同伴全數退場。之後她也把ISS套件分給Avocado，努力營造一個即使是力量微弱其貌不揚的超頻連線者也不會因而被排擠的世界。
她原本就比較沒有情緒，因此對ISS套件的精神污染有抵抗力，和被負向心念擺佈的其他套件所有者不同，得以保持理性。
在世田谷區將ISS套件傳給Cyan Pile的對戰虛擬角色，有着一柄能分拆成雙刀的大剪刀，具有對目標遠距離剪切的能力。本人對任何需要成雙成對的物件非常反感，如鞋子、筷子，還有左右對稱的人體，因此覺得Cyan Pile左右不對稱的造型很棒。
Magenta Scissor：
累在世田谷區活動的對戰虛擬角色，通稱「Magenta」，等級6。
能以「手術」將ISS套件強制植入虛擬角色體內，將兩把太刀型強化外裝合成巨大剪刀進行近距離戰鬥，也可以使用從遠方切斷物體的「遠距裁切」。然而有一旦失去一把太刀就會失去戰鬥力的弱點。
必殺技為「無情厲剪」。
在黑雪公主等人進行ISS套件本體破壞作戰時帶著13名ISS感染者出現阻止，雙方展開心念戰，引來大天使梅丹佐降落地面，在Silver Crow以「光學傳導」替大家擋住雷射時，反過來支援Crow。最後Magenta與其他ISS感染者一起在無限制中立空間中的赤阪Sacas，守候著ISS套件末日的到來。
半個多月後接受前來對戰的志帆子（Chocolat）招攬，2047年7月20日加入黑暗星雲。
合併會議之黑暗星雲方與Pile投有條件贊成票，他們將自己使用ISS套件期間取得足以使8級升至9級的大量點數作為籌碼交給日珥成員以達成合併共識。
上輩不明（已知被Magenta親自打到退場）。
Avocado Avoider（酪梨閃避者）
通稱「Avocado」，小說第十二卷登場，等級5。Magenta暱稱他為「小酪（Avo）」。
身高達2.5公尺的巨大蛋型角色，由於長相怪異被自己的上輩討厭，在超頻點數快要被剝奪殆盡之前，Magenta給他ISS套件，反而讓其上輩與共犯皆喪失了所有超頻點數，此後一直跟在Magenta身邊。
巨大的身體是奇異的軟質裝甲，除了高熱與冰凍攻擊之外都無法對他造成傷害，即使打穿了裝甲也能快速修復本體。是直徑30公分的咖啡色酪梨種子。
兩個禮拜後與Magenta一起接受前來對戰的志帆子（Chocolat）招攬，2047年7月20日加入黑暗星雲。
Azure Heir（蒼穹繼承者）
小說第七卷登場，真實身分及姓名尚未公開。
在本應無人能進入的禁城主殿出現神秘的碧藍色對戰虛擬角色，等級6。
他的師傅兼上輩Graphite Edge幫他取了「Trilead Tetraoxide（四氧化三鉛）」這個名字，通稱為「Trilead」或「Lead」。
裝備為如同和服般的厚重裝甲，如同紮起的頭髮的部件從頭直延到腰。
持有七神器中的五號星直刀「玉衡」，擁有多種內建的特殊能力，其中之一為「在鞘內待機時間越長，拔刀後一擊的威力越大且沒有上限」。
待人和善，與Crow很投缘，在現實中可能是居住在皇居的皇室成員。
2047年7月，在Graphite的建議下與Crow等人一起逃出禁城，並在與震盪宇宙的領土戰前夕加入黑暗星雲。在進攻震盪宇宙中的領土戰中，為黑暗星雲僅存的三名倖存者之一。為了突破被公敵與震盪宇宙圍攻的劣勢，與Crow和Bell復活了處於完全狀態的梅丹佐扭轉危機。
從來沒進行過對戰，但能熟練使出無發聲的心念技對抗高階公敵。
與Graphite Edge現實關係不明，為Graphite的下輩兼徒弟。
鈴川瀨利／Centaurea Sentry（矢車菊哨兵）
住在甘泉園公園附近公寓505號房的女高中生，與在虛擬裝作老成口音的印象不同，其實是個有時會開壞心眼玩笑的可愛大姊。
小學六年級時從加速世界永久退場後，喪失Brain Burst與相關記憶。國中時為了填補心中的空白而去參加足球隊。
春雪独力进入Highest Level後，重新遇到Centaurea Sentry的虛擬体意识，Sentry指示春雪找到现实中的她，并在春雪协助下取回了虛擬体意识并被服务器重新推送安装回Brain Burst。後來接受黑雪公主的邀請而加入黑暗星雲。
儘管在現實中沒有劍道的經驗，但在加速世界中卻擁有極致的劍術心得，而且其劍技與藍之王Blue Knight齊名，曾與Sky Raker多次交手且取得較多勝利。
極度要求春雪叫她「師範」（比師父更高階的稱呼），是春雪在劍術方面實質意義上真正的師父。
Centaurea Sentry
瀨利的對戰虛擬角色，在加速世界黎明時期聲名遠播的劍豪，第三代Chrome Disaster。擁有「劍鬼」、「阿修羅」、「究極武器」等諸多異名，是一度令黑雪等人為之恐懼的狠角色。據晶所言，一旦遇到她便是有去無回，是曾經一度威震加速世界的大劍豪之一。
使用雙手劍的寶藍色對戰虛擬角色，比藍之王還要藍，理當成為正統的純色，只是系統在此之前就已將藍色之名配給藍之王，而且她對自身的花卉之名更加滿意。
能力是加速世界最强的極致邪道劍法「奧米加無遺劍」（另譯「究極流合切劍」），劍術流派為「奧米加流」。目前還尚未施展過心念技，但其劍技威力卻堪比心念，因而被黑雪評價為是真正的異端流派。
特殊能力包括讓自身極度減緩掉落速度的「如羽落」以及踏在水面上行走的「水上漂」。
擁有一座玩家小屋「櫻夢亭」為其隱居之地，以及十二把東洋至西洋的各式秘劍。
曾參與討伐第二代Chrome Disaster，從而污染成為第三代Chrome Disaster，三年前被Knight擊敗而一度退場，但後來透過某種連繫和春雪交流時表示是為了「給藍之王面子」而詐輸。
Silver Crow成為第六代Chrome Disaster後，一直見證著他的成長，曾忍不住兩次暗中出手幫助Crow，之後視Crow為唯一的門徒，並將自身劍術傳授於Crow。
得知災禍之鎧已被淨化和封印，而且為了讓Crow擁有能斬殺太陽神印堤的劍術，同意將自身的劍術全部傳授给Crow，與其在無限制空間中進行為期四個月的修練。
上輩可能是Saffron Blossom。

#### 小盒子（Petit Paquet）
奈胡志帆子／Chocolat Puppeteer（巧克力人偶師）（Nago Shihoko／Chocolat Puppeteer）
小說第十二卷登場，敷島大學附屬櫻見國中二年級的女生，與聖實和結芽是好友，她自認為無論在哪一方面都很平庸。
因為是早產兒，因此出生後便安裝了神經連結裝置以監測生命徵象。在加速世界中講話是大小姐的語氣，現實世界的她講話卻很正常。
雖是手藝料理同好社的社員，卻因對可可過敏而不能吃巧克力，她覺得這件事與她的對戰虛擬角色的能力有關。
Chocolat Puppeteer：
志帆子的對戰虛擬角色，通稱「Chocolat」，初登場時等級4，第十七卷時為等級5。
原Petit Paquet的軍團長。
原先Crow和Bell稱她為「Choco」，在幫助Chocolat救回Mint和Plum之後，Chocolat要Crow和Bell與兩位密友Mint和Plum一樣，暱稱她為「巧克」。
活動範圍為世田谷區，為了遭受ISS套件污染的上輩以及下輩，在無限制中立空間待超過11天，抱著點數耗盡的決心守護小獸型公敵「熔岩色石榴石獸」，取名為「小克」。
在Crow進行「理論鏡面」特訓時相遇。與Crow和Bell一起和來襲的Magenta Scissor等人對抗，最終上輩與下輩的ISS套件被Bell以Citron Call移除。間接幫助Crow習得「光學傳導」。
紫之王Purple Thorn曾看中她所創造的傀儡「巧克人」，而打算對她進行挖角。
上輩是Mint Mitten；下輩是Plum Flipper。
是作者自《Accel·World 虛擬角色設計大赛》投稿作品中採用的虛擬角色之一。
三登聖實／Mint Mitten（薄荷連指套）（Mito Satomi／Mint Mitten）
小說第十二卷登場，敷島大學附屬櫻見國中的女生。
出生後不久就因要進行早期教育而安裝了神經連結裝置。
與好友志帆子和結芽都是櫻見國中手藝料理同好社的社員，是一位外表看起來有男孩子味的女孩子。
她的名字在日文唸起來雖然有點像薄荷，不過本人對薄荷沒有特別的喜惡，但對角色名稱唸起來像迴文感到憤慨；被結芽揶揄成因為沒有心靈創傷，Brain Burst系統就隨便根據名字製作出對戰虛擬角色，虛擬角色的資源來源並不清楚。
Mint Mitten：
聖實的對戰虛擬角色，通稱「Mint」。
原Petit Paquet軍團成員。
對戰虛擬角色是覆蓋著明亮的薄荷藍色盔甲、身材短小的F型，特徵是像針織帽一般的頭部，大的手套和長筒靴。
被Magenta手術強制植入ISS套件而離開Chocolat，最後在Crow的戰鬥與Bell的狀態回溯下移除寄生的ISS套件。
常去綜合格鬥系的健身房，近身戰能力有Chocolat Puppeteer的1.3倍。被Raker打敗後稱她為「老師」並愛慕著。
上輩是一個住在她家附近的姐姐，在她安裝Brain Burst的兩個月後就因掉光點數退場；下輩是Chocolat Puppeteer。
由留木結芽／Plum Flipper（梅紫之鰭）（Yuruki Yume／Plum Flipper）
小說第十二卷登場，敷島大學附屬櫻見國中二年級的女生，志帆子與聖實的朋友。志帆子覺得她頗具知性。
出生後不久就因要進行早期教育而安裝了神經連結裝置。
小學時，聖實給他取了「梅子」的綽號，她認為對戰虛擬角色的資源來源是因她曾經差一點被鹹梅的種子噎死。
一年級時成立了手藝料理同好社並成為社長。
擔任「小盒子」的智囊角色，在向「黑暗星雲」提出加入的申請時，她出任說明。
Plum Flipper
結芽的對戰虛擬角色，通稱「Plum」，Chocolat暱稱她為「小梅」。
原Petit Paquet軍團成員。
被Magenta手術強制植入ISS套件而離開Chocolat，最後在Crow的戰鬥與Bell的狀態回溯下移除寄生的ISS套件。
必殺技為用彈弓發射的持續效果毒性的子彈「氰化彈」
上輩是Chocolat Puppeteer。

### 紅之軍團：日珥（Prominence）(後與黑暗星雲合併)
上月由仁子／Scarlet Rain（赤紅之雨）（聲：日高里菜）
第二代的紅之王。面上有些許雀斑，有着深红色的瞳孔及一頭茶紅髮，暱稱「仁子」。2035年12月7日出生，小學六年級生（第二卷初登場時是五年級生，11歲）。孤兒出身，就讀於寄宿制的「棄養兒童綜合保育學校」，興趣是烤餅乾。由於在「無限制中立空間」待過極長的時間，心靈遠比肉體成熟，但在心情好時會進入「天使模式」。為了借助Crow的飛行能力拯救被「災禍之鎧」污染的Cherry Rook，假冒成春雪的表妹朋子接近春雪（被春雪評為比真正的朋子可愛十倍），被識破後與春雪進行對戰並輕鬆打敗Crow。實際上Cherry Rook的事件為黃之王的陷阱，最終在黑暗星雲的幫助下，對Cherry Rook施以「處決攻擊（Judgement Blow）」。
通常虛擬角色為「王子」，在動畫第9話觀看討伐災禍之鎧的重播影像時登場。
Scarlet Rain
仁子的對戰虛擬角色，通稱「Rain」，本體是高約130厘米的亮紅色對戰虛擬角色，面具上只有圓形的雙眼及如同辮子般的兩條天線，有「血腥風暴」、「不動要塞」的異名。在3、4級時勤於參與當時因為前代紅之王退場導致中野區和練馬區頻繁發生的領土戰，進而快速竄升至9級。初始的強化外裝是手槍「和平製造機」，呼叫強化外裝「無敵號」後，會成為如同要塞般的巨大對戰虛擬角色，「無敵號」可以經由語音指令變形成大型武裝貨櫃車，號稱「機動要塞」的「無畏號」。其實無敵號是由五個大型強化外裝組合而成，分別是兩門主炮、導彈發射器、附帶機關槍的駕駛席、背面噴射器、固定式腳部這五部分。
和Leopard參加了Aqua Current救出作戰且成功，加速世界中的翌日參加了ISS套件殲滅戰，最後雖擊退神獸級公敵「大天使梅丹佐」，但卻被Black Vise和Argon Array偷襲且被帶走。之後Rain被帶到位於港區白金的學校，加速研究社本據地所在的中庭祭壇，被Wolfram Cerberus III分四次奪走了八成的強化外裝。之後才在Crow他們的努力下，擺脫Vise的掌控回復意識，與Crow他們一起面對剛誕生的災禍之鎧Mk-2。擊敗災禍之鎧Mk-2後Lime Bell用「香櫞鐘聲（Citron Call）」取回被奪去的四個強化包裝內的三個，但還有一個零件噴射器返回前因外部切斷神經連結裝置而沒能取回。
完成所有任務返回現實世界後，黑雪公主轉告了複製Red Rider人格要傳達給她「軍團就拜託了」的口信後而流下眼淚，重新考慮與以後跟隨自己來的日珥成員們的相對方法。在ISS套件消滅後，於七王會議上提議七大軍團全體出動攻打加速研究社，顯出著作為第二代紅之王王者的身姿。
上輩是Cherry Rook。
Red Rider（紅色騎兵）（聲：津田健次郎）
通稱「Rider」，初代紅之王，別名「槍匠」，Aqua Current稱他為。
西部牛仔外型的M型假想體，能夠製造槍械外裝，同時本身也以出神入化的雙槍射擊而為人所熟知（即其「槍匠」別稱之由來）。
持有強化外裝是兩把名為「太陽神」和「黎明女神」的六發式左輪手槍。
White Cosmos曾從Red Rider那邊取得心念槍「七道」的試作品，並在對戰中在Black Lotus面前「展示」心念槍的威力，即使是地形堅固的魔都場地也在短短數十秒內有三分之一遭到夷平（事實上是White Cosmos用自己的心念技破壞對戰場地），她聲稱將來七大軍團都會被分贈這把只有在受到其他軍團攻擊時才會解除保險的槍，可以無限制地擊出命中率100%、裝彈數無限的強大心念彈，即使在領土戰中受到百人入侵也可以輕易地殲滅，一度讓Black Lotus以為「心念槍」的威力已經超過了七大神器，甚至認定Rider想要透過七把如同核武嚇阻力的槍來促成互不侵犯條約，因此埋下了Black Lotus決定偷襲Red Rider的伏筆；但實際上「七道」的設計無法讓子彈射出，原是Red Rider打算在確立互不侵犯條約以後作為和平與友情的象徵分送給諸王，裝彈數為七發，內藏的彈藥分別閃耀著紅、藍、紫、黃、綠、白、黑的七色光芒，不僅代表純色七王，也代表著七條道路，由單一槍口所延伸出的七色軌道，不論起點和終點都是一樣的。
與紫之王Purple Thorn為戀人關係。認為王之間不應互相廝殺，提倡互不侵犯協議。在第一次七王會議上，被Black Lotus偷襲斬首，永久失去Brain Burst。在第十五卷中以灵魂姿态短暫再次出现在Black Lotus等人面前，由於他已經推測出当时Black Lotus杀死自己的真正原因而顯得不介意。
與ISS裝備有關聯，Magenta Scissor给Crow的ISS套件卡片上有Red Rider的紋章，而ISS套件正是加速研究社利用他的槍器製造能力所產生，最後亦由被召喚出來的他以其遙控保險讓所有的ISS套件失去作用。
掛居美早／Blood Leopard（血腥之豹）（Kakei Mihaya／Blood Leopard，聲：川澄綾子）
居住於練馬區櫻台的自家蛋糕店「Patisserie La Plage」，並在裡面打工當實習西點師傅和女服務生，超頻連線者都叫她「Pard」，現實世界愛稱「喵喵」，是來自於「美早」的諧音。身材高大的女高中生，頭髮綁成三股辮，為人性急，喜歡使用縮寫的網路語言，擁有一部全長兩米的巨大電力摩托車。與黑暗星雲的成員冰見晶（Aqua Current）是表姐妹關係，並在四年前（2043年）成为晶的后辈，開始玩Brain Burst。動畫版第10話（對應小說第二卷）初次登場，跟蹤Cherry Rook並向仁子等人回報其位置。原作小說第四卷初次登場，按仁子的指示，與春雪一起到秋葉原調查能遮斷對戰名單的超頻連線者的情報，並跟Crow組成隊伍與Jigsaw對戰。
特典小說《紅炎色軌跡》首次公佈本名，並作為主角登場。四年前父親因心臟病發去世，父親名下所有土地、店鋪以及相當巨額的存款皆由美早繼承。在其姑媽冰見薰的幫助下，把父親的咖啡店改造成蛋糕店。
與春雪的關係是做為仁子的傳訊者，雖然出於偶然但也是時有接觸，互相的關係也很友好。她感謝春雪保護了仁子，並希望兩人能一直當朋友。對於肌膚接觸完全不在意的態度常讓春雪尷尬。在文化祭之前，連在現實中都稱呼春雪為「Crow」，而文化祭結束後變得和冰見晶一樣，稱呼春雪為「小春」。
通常虛擬角色為豹頭人身的形象。
Blood Leopard
美早的對戰虛擬角色，通稱「Leopard」，稱號「血腥小貓」。「三獸士」中的第一位。與Raker是好敵手。
擁有暗紅色的裝甲，金色的雙眼，突出的面具後端有着如同貓科動物耳朵的構造。典型的「矛盾型假想體」，雖是遠距之紅卻擅長接近戰。
初登場時長期刻意停留在等級6，因為其上輩Aqua Current陷入無限EK，要救她必須對抗四神青龍的技能「等級吸收」，為此累積了龐大的超頻點數。救出Current作戰成功後Lime Bell用「香櫞鐘聲」把稍早她被吸收的點數全數救回來，之後她一口氣升上8級。
能透過語音指令「變形」切換成「野獸模式」或是再切換回來。戰鬥技能包括「野獸模式」、「奪氣咬」，野獸模式限定的技能有「飛簷走壁」、「奪活咬」、「防止摔傷」、「第一之血」和5級必殺技「流血砲擊」（是她目前出現過的唯一遠程必殺技）。
上輩是Aqua Current。
Cassis Mousse（黑醋栗駝鹿）
外型像是駝鹿的M型，對有些事情意外地頑固，喜歡甜食。仁子稱其為卡西。「三獸士（獸組）」的第二位。
和巨大的體格不相配的冷靜沉著，但卻會不小心透露出洩露現實身分相關資訊的少根筋。對於與黑暗星雲的合作持比較寬容的立場，同意了仁子提出的軍團合併的提案。對戰虛擬角色是深紫色，連鹿角在內的話身長超過兩公尺。
必殺技為「巨型犄角」。
Thistle Porcupine（奶蓟豪豬）
外型像是豪豬的F型，對太過頭的事情會令腦筋瞬間爆炸。仁子稱其為波奇。「三獸士（獸組）」的第三位。
雖是女性卻自稱為「俺」。對於與黑暗星雲的合作持比較懷疑的態度，不過最後還是理解了仁子的決心同意了。對戰虛擬角色是紅紫色，有毛皮狀的裝甲，平常毛皮柔軟，但是激動的時候會化為尖銳的刺，而且可以發射出去。
必殺技為「千針撒刺」。
Mustard Salticid（芥末蠅虎）
通稱「Salticid」，Leopard稱她為「Cid」，動畫特典小說兼原作小說十八卷的《紅焰的軌跡》登場。蟲組三人之一。
在領土戰中與Leopard一起對抗來犯的小型軍團「Helix」。由於頭部有八排又圓又大眼珠占據，最邊的眼珠甚至排到後腦勺去了。因此視界上異常寬廣，搜索能力在日珥排行前三名之內，不過很容易注意力不足。
特殊能力是「牽引索（Drag Line）」，利用蜘蛛絲進行空中式的擺盪機動。
Moss Moth（苔蘚飛蛾）、Spruce Brevis（雲杉紅椿）、
蟲組三人的另外两人。
Navy Lobster（海軍藍龍蝦）、Carnelian Alpheus（瑪瑙槍蝦）、Cinnamon Palaemon（肉桂長臂蝦）
蝦組三人组。
Cherry Rook（櫻桃盧克）（聲：高橋美佳子）
Rain的上輩，等級7。原果實組三人之一。男性，與仁子同為孤兒，比她年長兩歲，就讀同一間學校。在3年前邀請當時沒法與其他人打成一片的仁子安裝Brain Burst。在Rain成為了紅之王後，身為上輩的他備受壓力，為了能保護Rain而渴望變強，再加上現實中即將離開東京的不安，導致他被黃之王趁隙安插「災禍之鎧」，污染成為第五代Chrome Disaster。能靈活運用能力「鉤索（Wire Hook）」在大樓之間飛來飛去或改變方向，是一種變相的飛行能力。當他被Crow從高樓踢至地面後，身上的鎧幾乎完全粉碎而陷入瀕死狀態，最後承受了Rain的「處決攻擊」，解除Brain Burst。
在事件完結的一個月後，他被福岡縣的遠房親戚收養，為此仁子透過其他VR遊戲和他保持聯繫。
下輩是Scarlet Rain。
Peach Parasol（桃之洋傘）
通稱Peach，自初代日珥至今的成員，等級4。果實組三人之一（現今只剩兩人）。拿著洋傘型的強化外裝，張開洋傘可以形成直徑一公尺半的圓盾，必殺技是「集氣射擊（Charge Shoot）」。
是作者由讀者投稿虛擬角色作品中選出來的，並對角色的名稱和能力做了小小的調整。
Persimmon Monk（柿之僧侣）
果實組三人之一（現今只剩兩人）。
Carrot Turret（胡蘿蔔砲塔）
野菜組三人之一。
Paprika Caprice（辣椒善變者）
野菜組三人之一。
Beet Beat（甜菜脈動者）
野菜組三人之一。
Aconite Archer（烏頭神射手）
花組三人之一。
St. John's wort Cheerer（金絲桃鼓舞者）
花組三人之一。
Lavender Downer（薰衣草鎮靜劑）
通稱「Ravi」，別名「靜穩劍（Tranquil）」。著有薄紫色學生服的F型，能夠使用第三階段的心意技。花組三人之一。
上輩可能是Saffron Blossom。
Ochre Prison（赭黃監牢）
通稱「Ochre」，自初代日珥至今的成員，等級5。石組三人之一。必殺技是將複數敵人關起來的「利爪牢籠（Edged Cage）」。
是作者由讀者投稿虛擬角色作品中選出來的，並對角色的名稱和能力做了小小的調整。
Malachite Hex（孔雀石巫妖）
石組三人之一。
Amber Captor（琥珀捕捉者）
石組三人之一。
Cantle Tank（蠟燭坦克）
鐵組三人之一。
Elinvar Governor（彈性鋼調速器）
鐵組三人之一。
Iodine Sterilizer（碘素殺菌劑）
通稱「Dine」，自初代日珥至今的成員，等級6，別名「消毒大王（Degassing King）」（合併會議之前）、「次強名號（Stronger Name）」（僅次於紅釘）。必殺技是消除至少二十公尺一帶毒素的鮮黄色霧氣「解毒之霧（Antidote Mist）」和釋放腐蝕性強酸的深紅色霧氣「酸霧（Acid Mist）」。鐵組三人之一。
本來合併會議唯一投反對票的虛擬角色，理由是這樣就無法與Crow的消毒能力一決勝負。與Crow分出勝負後合併會議改投贊成票。
Brick Block（磚塊區塊）
小豬組三人之一。
Straw Barrier（稻草屏障）
小豬組三人之一。
Further Stick（增進之棒）
小豬組三人之一。
Blaze Heart（烈火之心）
通稱「Blaze」，自初代日珥至今的成員，等級5。偶像組（太陽圈）三人之一。外型類似很久以前的某個虛擬偶像，極長的雙馬尾造型，拿著麥克風型的強化外裝，必殺技是「燃燒音符（Shearing Note）」和「火熱之心（Burning Heart）」。
是作者由讀者投稿虛擬角色作品中選出來的，並對角色的名稱和能力做了小小的調整。
Freeze Tone（凍結調音者）
偶像組（太陽圈）三人之一。
Cream Dream（奶油之夢）
偶像組（太陽圈）三人之一。
Vermilion Vulcan（硃砂火神）
三重士（大砲組）三人之一兼首席，自初代日珥至今的幹部。
Carmine Canon（胭脂法典）
三重士（大砲組）三人之一，自初代日珥至今的幹部。
Maroon Motor（栗之發動機）
三重士（大砲組）三人之一，自初代日珥至今的幹部。

### 綠之軍團：長城（Great Wall）
Green Grandee（綠色公爵）（聲：黑田崇矢）
通稱「Grandee」，綠之王，外號「絕對防禦」，「開拓者」之一。全身裝甲為翡翠般的綠色，面罩、肩膀與下半身都覆蓋着像是厚重鋼板的鎧甲，左手持一面能長方形（待機）變化十字型（全開）的厚重大盾，是七神器中的三號星大盾「天璣」。沉默寡言，若非必要絕不主動開口。極少數能不靠強化外裝、僅用虛擬角色的五體技能彈開Black Lotus「終結之劍」能力的人（除他以外能擋下這招的只有Graphite Edge的劍跟各代Chrome Disaster），號稱HP計量表從未下降到50%以下的黃色區域過。是唯一一位從第一代到第四代Chrome Disaster討伐戰都在場的超頻連線者。
「天璣」的特殊能力為將接觸本體的攻擊雙倍彈回的「加倍奉還」，必殺技有「遠距護盾」。綠之王曾用天璣依存性的心念技「光年長城」展開無數十字盾聯合組成的長城巨壁，輕易擋下高速飛行的第六代Chrome Disaster。但對於神獸級公敵「大天使梅丹佐」所使出的超大雷射「三聖頌」，使出所有心念防禦也只能頂住五秒，可見梅丹佐的威力不容小覷。
由於認為《Brain Burst 2039》中具有另外兩個已崩壞的加速世界所欠缺的因素存在，所以一直致力於維持加速世界的延續，長時間單獨狩獵巨獸級和野獸級公敵，再把取得的加速點在商店中換成卡片道具餵給低等公敵，讓其他超頻連線者狩獵這些公敵時能多獲得一些加速點，並在對戰中向其他玩家間流通，在整個加速世界中狩獵公敵所得到的加速點有很大一部分是來自於綠之王。
有推測认为他有可能是《刀劍神域》茅場晶彥的複製靈魂。
Graphite Edge（石墨之刀）
通稱「Graphite」，綠之軍團「長城」幹部「六層裝甲」第一席；第一代「黑暗星雲」幹部「四大元素」的「地」。等級8，「開拓者」之一。
深知加速世界本體的重大機密，White Cosmos曾對Silver Crow透露他是比開拓者更資深的「同位體」，身份似乎與《刀劍神域》中的桐人有所相關，推測他可能是星王桐人的複製靈魂。
別名「矛盾存在」，外觀為石墨色二刀流的劍士，擁有連黑雪公主都贏不了的實力，White Cosmos曾表示其實力可能在純色七王之上。個性既無厘頭又隨性，有時還會有些異想天開的驚人之舉，但重要時刻卻也不失冷靜沉穩，可謂大智若愚。作為黑雪公主的師父，授予不少戰鬥技巧和建議。劍術流派為「明陰流」，有傳授給黑雪公主。在網路方面擁有很高的能力。曾經去過南方迷宮「芝公園」，見到四號星寶冠與權杖「天權」的空置台座。
黑雪公主在升上等級9前夕與她比試，但她以破壞地形效果勉強取勝（被擔任裁判的Aqua Current和Ardor Maiden吐槽為耍詐）。
後來因預料黑雪公主可能會與其他純色之王展開激戰，而要求她即使將來在伙伴無法插手的情況下與很多實力相若的對手戰鬥，也不要放棄自己的堅持，不需要考慮是否以一對多，只需要把眼前的敵人斬於劍下，因為這就是黑雪公主的強大。
第一代紅之王Red Rider被永久退場後，因預料黑雪公主將於現實世界與加速世界中喪失容身之處，而於兩年半前第一代黑暗星雲進攻禁城作戰前夕給予她能入侵絕大多數系統之管理員權限的SSS指令（Triple S Order）。之後於禁城北門一度受「無限EK」狀態所困，後用第三階段心念技從門間縫隙破壞了封印進入禁城，並在城內收了他的「下輩」Azure Heir，但也導致他長期在無限制中立空間的活動範圍僅限禁城之內。
第一代黑暗星雲解散時將有意轉投的旗下成員託付於「長城」，他為了讓協商順利達成而作为人质加入綠之軍團，還將自己持有的大量超頻點數作為日後黑暗星雲贖回澀谷地區的預付金交給綠之王，而綠之王把這些點數分散餵給公敌，Graphite本人戲稱為「带有点数奖励的公敌出现率倍增的限期活动」。第四次諸王會議後，負責從無限制中立空間的禁城持續監視被震盪宇宙控制的太陽神印提。之後被Maiden等人聯同各軍團成功營救，使其得以闖過北門離開禁城，接著參加了奪回Crow的荊冠破壞作戰，但被恢復了原本力量的特斯卡特利波卡所壓倒。
配著兩把長劍型的強化外裝－右手劍「光」與左手劍「影」，其劍的長度有80cm、厚8mm，表面有一層單分子的石墨烯，是所謂「單分子刀刃」，透明的側面由加速世界最硬的物質「超鑽石（Hyper Diamond）」組成。腰部具有長外套形狀的裝甲，但其石墨的導電性質使他在和紫之王交手時陷入苦戰。戰鬥方式為使用雙劍的完全近戰型，擅長回避及使用劍進行防禦。他的柔法能以最小限度的动作吸收一切攻击，扭转矢量反弹威力，曾用双剑将第一代紅之王Red Rider所用双枪中发射的子弹一发不漏反弹回去；曾和綠之王打成平手；除了綠之王與各代Chrome Disaster之外，唯一能擋下甚至切斷Black Lotus的「終結劍」的人。
升級獎勵全都點在雙劍的強化上，導致對戰虛擬角色的防禦力貧弱，沒有劍的話連遠程攻擊型的Ardor Maiden都打不贏，因此Sky Raker稱「劍才是他的本體」。
過去他考量到自己的超頻點數並不在升級後的安全範圍內而沒有升上9級，當時還被Aqua Current戲稱說「比純色七王先升上9級就叫『鉛筆之王』好了」。
他堅信特化單一能力的練法比起萬能型更能在緊急時刻發揮出逆轉的力量，這信念亦影響到黑雪公主及其他三元素都以特化型的方式分配升級獎勵。
必殺技有「垂直四方斬（Vertical Square）」、「斜斬（Slant）」。還能使用不管什麼都能切的第三階段心念技「解明劍」，他利用這個心念技穿過禁城北門相當於無限小的縫隙從外側破壞了「九重之門」的封印。
下輩是Azure Heir。
Viridian Decurion（鉻綠十人長）（聲：柳澤健次）
通稱「Decurion」，「長城」副軍團長，幹部「六層裝甲」第二席，如同他的名稱「Decurion」，是帶著圓盾和小型的劍，穿著有點深的鮮綠色西洋盔甲的男性型對戰虛擬角色。其戰鬥風格傾向反制攻擊，通常是以先用盾再用劍的節奏交替出招。
必殺技有消耗一條必殺技計量表能召喚出四位自動戰鬥人偶、最多能叫出八個人偶的「綠色軍團兵」。
在黑暗星雲與長城會談中擔任對戰場地的被挑戰者。他要求Pound不要在正式場合叫他的暱稱「比利」，要不然他也要叫Pound為「紅豆麵包」。
Iron Pound（鐵之重擊）（聲：野坂尚也）
通稱「Pound」，「六層裝甲」第三席，隨侍在綠之王身邊的等級7老手，外號「鐵拳」，是現實中的技能與對戰虛擬角色的能力「完全一致」的拳擊手。與Raker是好對手，過去為了擊落飛在天空的Raker特地研發出遠程必殺技「爆推拳」，但拳頭卻反而被Raker抓起來玩弄，被春雪形容成金剛飛拳。曾經去過南方迷宮「芝公園」。在第三次七王會議中提議由Crow修習「理論鏡面」以對抗梅丹佐的雷射。
必殺技有「爆推拳」和「爆發噴流」。心念技有「鐵拳亂舞」。
為了保衛受到殊死戰規則威脅的綠之王，專精基本招式和不喊出技名的心念，能夠有效對付Chrome Disaster，甚至一度將Disaster化的Silver Crow打得毫無還手之力。
Lignum Vitae（鐵梨木之樹）（聲：大龜明日香）
通稱「Lignum」，「六層裝甲」第四席。沉默寡言而且表情也很稀薄。對戰虛擬角色的名稱是屬於蒺藜科的世界最硬木材的一種。穿著類似小禮服的女性型，持有外型如同陽傘的初始外裝作武器，能自由伸縮和用於破壞地形。
必殺技有變身成完全防禦型態的大樹型態，吸收陽光投射出可以補充必殺技槽的能量的「卡爾文循環」和大樹變回原型（人型）的「三駿酸循環」。
Suntan Chafer（褐色金龜子）（聲：小堀幸）
通稱「Suntan」，「六層裝甲」第五席，外型像金龜子的褐色對戰虛擬角色，從外觀很難分辨性別，但聲音聽得出是女性。她的功夫使她擅長於格鬥戰。
Ash Roller（灰燼之輪）（聲：鈴村健一）
通稱「Ash」，初登場等級是1級，在色相環上Ash是彩度偏低的綠色，彩度相較接近灰色，外表是身著打上鉚釘的黑色皮衣的鐵騎士。Crow初遭遇的第一個對戰者，強化外裝是一部美式機車「暗夜搖滾」，戴著骷髏安全帽。虽然是纶的對戰虛擬角色，但却是由一个与昏迷中的日下部轮太性格相似的男性虚拟人格在控制，稱自己為「本大爺」，總是在說奇怪的英文加日文（因此被熟人戲稱「Ash語」），甚至說一些髒話跟比一些不雅的手勢。在和加速研究社的戰鬥期間暫時從長城轉到黑暗星雲。與春雪最初的對戰後升為2級，5卷時為5級。
戰鬥技能有在等級二時取得的限定發動型技能，機車專用的「牆面行駛」特殊能力，和從機車發射飛彈的必殺技「飛天重機」、「飛天鍋蓋頭」與「咆哮重機」，以及自創的戰術「V型雙汽缸拳」。
非常疼愛現實中的妹妹日下部綸。在知道妹妹喜歡春雪後，曾多次警告春雪不准接近他妹妹，同時也不准弄哭。可以感知妹妹高興或傷心時所產生的情緒，並會因此發動暴走模式。
日下部綸（Kusakabe Rin，聲：南里侑香（日本））
現實中使用Ash Roller的國中二年級女生，住在中野區江古田，就讀於涩谷的私立笹塚女子學院國中部，為了就近探望在長期失去意識在澀谷的醫院治療的哥哥，每天坐經過環狀七號線的公車通學。外表柔弱和清爽兼具的少女，有着一頭捲翘的短髮，佩戴著明亮綠色的神經連結裝置。綸的哥哥「日下部輪太」是ICGP（內燃機引擎汽油機車競賽）的選手，但由於兩年前比賽時發生意外，導致昏迷而躺在醫院中。為了暑假仍能每天探望哥哥，在醫院的「自助餐廳」打工时遇上了她的上辈倉崎楓子。使用兄長留下的神經連結裝置安裝Brain Burst。綸曾經從公車上看到與她對戰後站在環狀七號線天橋上的春雪，對他念念不忘，在兩人初次在現實中面對面時向春雪告白。
是往往與Ash相反的身材矮小又容易流眼淚的少女，現實與她會面的超頻連線者全體成員對這件事而大吃一驚。加上對機車這種難以應付的交通工具也能不正經的處理，被楓子評為完全一致又完全不一致（完美反差）。
6月在梅鄉國中所舉辦的文化祭從春雪那裏收到邀請函，訪問梅鄉國中時剛好與仁子和美早碰面而與春雪一起逛文化祭。在參觀春雪的班級展覽時，跟美早互相比賽知道影像中出現的摩托車的車型而與她建立良好關係。
第一期動畫第15話中，被能美威脅的春雪，坐公車進入長城軍團領地想賺點數，在即將到達笹塚二丁目時，公車外穿著制服的日下部綸抱著花束跑步經過，瞬間被春雪邀戰進入Burst Link。於OVA第二集中，當時其上輩倉崎楓子與其錯身而過，楓子所說的話即是對綸說的，只是千百合誤以為楓子是在跟她說話。
對戰虛擬角色為「Ash Roller」，但在遊戲中控制角色的是一個疑似她的哥哥輪太的人格。
Bush Utan（灌木猿猴）
通稱「Utan」，小說第5卷登場，在領土戰中跟隨Ash一起作戰，等級3的灰暗草色對戰虛擬角色。比Crow稍矮，彎腰駝背的身軀十分健壯，且有特殊能力「伸縮鋼腕」可伸長雙臂三倍之長。在小說第6卷與Crow對戰時，使用ISS套件，獲得了類似「心念」的壓倒性力量。
於ISS套件事件後，在解放後的認知與Roller的建言而改過向善。在和加速研究社的戰鬥期間暫時從長城轉到黑暗星雲。
Olive Glove（橄欖手套）
通稱「Olive」，等級4的橄欖綠對戰虛擬角色，和Bush組隊與Crow及Maiden對戰，同樣使用了ISS套件，但因極其惡劣的相性而被Maiden輕易打敗。
於ISS套件事件後，在解放後的認知與Roller的建言而改過向善。在和加速研究社的戰鬥期間暫時從長城轉到黑暗星雲。
戰鬥技有不怕切斷攻擊的特殊能力「油膜裝甲」、將身體化作油性液體的必殺技「油質液化」和藉由身體自爆產生的金色液體，讓已方的必殺技計量表急速增加的「獻祭瓊漿」。
Jade Jailer（翡翠看守者）
通稱「Jailer」，等級3的翡翠綠色的對戰虛擬角色。講話口氣有江戶捕快劇的口音。能將有手銬的雙手與身體分離並反過來鎖住目標物，必殺技是「鎖鏈跳步」。

### 藍之軍團：獅子座流星雨（Leonids）
Blue Knight（藍色騎士）（聲：櫻井孝宏）
通稱「Knight」。藍之王，具有「劍聖」以及「神獸殺手」等諸多外號，全身裝甲為純粹藍色，角色外表為騎士鎧的造型，有如神話中的英雄一樣英姿煥發，有著護目鏡的頭盔兩側伸出兩根龍角似的角，左腰配著一把長而厚重的雙手劍。持有七神器中的一號星大劍「天樞」。召開第二次及第三次「七王會議」。與綠之王一樣是沒有上輩的「開拓者」之一。劍術流派為「無限流」，似乎有傳授給鈷錳姊妹。
具有「屏蔽痛覺」及「無限驅動」兩種特殊能力。利用這兩種能力，能更有效對付神獸級公敵，故有「神獸殺手」的外號。
高野内琴／Cobalt Blade（鈷藍之刃）、高野内雪／Mangan Blade（錳藍之刃）（Takanouchi Koto／Cobalt Blade、Takanouchi Yuki／Mangan Blade，聲：福圓美里／近藤佳奈子）
藍之王心腹的雙胞胎女性玩家，國中三年級學生，姊姊琴的髮型是雙馬尾，妹妹雪的髮型是單馬尾。
由于两人外貌性格极其相似，甚至能骗过神经连结装置的脑波识别，小时候曾经经常对调身份，直到上小学前才发现自己的身份已经混淆了，最终各自选择一个身份固定下来，但一直担心自己并不是「自己」变得无法敞开心扉而鲜有朋友。直到在认识Crow后被第一次结为朋友才有所释怀。
對戰虛擬角色為Cobalt Blade和Mangan Blade，通稱Cobalt和Mangan，暱稱「小鈷」和「小錳」。兩人皆為等級7、金屬藍色女性型的藍之王近身侍衛，穿着日式全身鎧，頭上戴的是頭巾狀的金屬護具，Cobalt是兩根角的造型而Mangan是一根角的造型，兩人的初期強化外裝皆為類似玉衡的直刀。
必殺技有收在劍鞘中的時間越久可攻擊距離越遠的「無遠弗屆」。
在過去和Sky Raker對戰中，兩人曾被Raker並排地吊在都廰。因為揮舞著刀劍型強化外裝的模樣，兩人的暱稱被併稱為「雙劍」。對於主上Knight絕對的效忠，只要有人敢對他不敬，她們都嚴厲以待。
Mangan在觀看自家軍團的Horn與新人Cerberus決鬥時，碰到搞不清楚她是Mangan還是Cobalt的春雪，兩人在角的造型差異被春雪說成是單雙馬尾，但Mangan本人不怎麼喜歡這種說法。
春雪和謠為了尋找在與震盪宇宙進行領土戰時需要的觀察人角色，而與她們在現實中會面。和在加速世界時嚴厲的態度不同，現實世界中的兩人展現出符合她們年齡的樣貌。根據兩人的說法，這是她們第一次與其他地方的超頻連線者見面。
也有在外傳漫畫《魔女的遊園》中登場。
Frost Horn（冰霜號角）
通稱「Horn」，等級5的高大藍色對戰虛擬角色，額頭和雙肩上有巨大的尖角。第五卷和Shell與在東京都廳的Crow及Bell進行組隊戰。是個不管對方是誰都會衝上去挑戰的「神風特攻隊」，曾在兩年前東京城堡樂園的活動拖住了Pard的隊伍，之後和Shell組隊參與赫密斯之索的活動。第十一卷在中野區對戰過加速研究社的超強新人Wolfram Cerberus，被對方以物理無效的技能打敗。是紅之軍團偶像組（太陽圈）的粉絲，主推Freeze Tone。戰鬥技包括特殊能力「結冰滑行（Icy Slide）」和必殺技「結霜領域（Frosted Circle）」。
Tourmaline Shell（電氣石貝殼）
通稱「Shell」，等級4的小型青綠電氣石色對戰虛擬角色，擁有少數能持續發出熱度的電系、高熱系能力。第五卷和Horn與在東京都廳的Crow及Bell進行組隊戰，之後和Horn組隊組隊參與赫密斯之索的活動。第十一卷在中野區對戰過加速研究社的超強新人Wolfram Cerberus，被對方打敗。戰鬥技包括特殊能力「壓電裝甲」和必殺技「電熱掌」。
Cerulean Runner（天藍色跑者）
等級5的小型藍色步兵對戰虛擬角色，頭戴陣笠，身著日式鎧甲，配戴小型日本刀。其跑速方面在藍之軍團中名列前茅。是紅之軍團偶像組（太陽圈）的粉絲，主推Blaze Hart。

### 黃之軍團：宇宙秘境馬戲團（Crypt Cosmic Circus）
Yellow Radio（黃色電波）（聲：石田彰）
通稱Radio，黃之王，外號「輻射幻惑（Radio Active Disturber）」，全身裝甲為鮮艷的黃色，有着纖細的四肢，圓形的肩頭與腰，戴着裝飾着的大圓球向左右分開的長帽子及笑臉的面具，擁有一把『旋轉的次數越多，防禦力也呈比例上升』的手杖型強化外裝「旋轉桿（Rotary Rod）」。暗中將「災禍之鎧」傳給Cherry Rook後，藉機在無限制中立空間集結約三十人伏擊Scarlet Rain。使用幻術系的間接攻擊手段。即便如此，也擁有與Black Lotus單打獨鬥的平分秋色的實力。對嬌小的女性型對戰虛擬角色有癖好，想要把Rain納入自己的軍團。
戰鬥技有特殊能力「平衡感覺（Equilibrium）」和「特技（Acrobatics）」，必殺技為「愚人的旋轉木馬（Silly Go-Round）」、「無意義的命運車輪（Futile Fortune Wheel）」和「詐欺師的煙霧彈（Deceit-Firecracker）」，心念技「小丑的王牌（Clown's Last Resort）」。
Lemon Pierrette（檸檬女丑角）（聲：大龜明日香）
在七王會議中陪侍在Radio身邊的超頻連線者，外表像是踩球小丑的女性型對戰虛擬角色。現實中是黃之王的親妹妹。
Saxe Lauder（撒克遜藍裝載機）（聲：田尻浩章）
宇宙秘境馬戲團等級4以上的中階成員，Yellow Radio旗下的近戰型對戰虛擬角色。
將Pile從背後用右手刺穿並舉起來，非常看不起新一代黑暗星雲的Pile。還沒自報完名稱，就被Pile以「雷霆快槍」反過來貫穿右手與四角形頭部，最後Pile用「飛針四射」與他同歸於盡。

### 紫之軍團：極光環帶（Aurora Oval）
Purple Thorn（紫色荊棘）（聲：水橋香織）
通稱「Thorn」，紫之王，外號「紫電（Empress Voltage）」，極光環帶軍團長。全身裝甲為神秘的紫色，有着長髮、極細的腰部及雙腳，全身各處都有銳利尖刺的荊棘狀裝飾，右手拿的一公尺半的錫杖，是七神器中的二號星錫杖「天璇」。與初代紅之王Red Rider是戀人。因Lotus殺害Rider而痛恨Lotus。
必殺技是能把自己的必殺技能量值轉移給他人並加成1.6倍的「基本電荷（Elementary Charge）」，心念技「荊棘懲罰」。
Aster Vine（紫苑藤蔓）
女性士官型對戰虛擬角色，極光環帶的成員，紫之王的親信。裝甲為紅酒般的紅紫色，有着大帽檐與外擴的大腿，兩邊腰上繫有卷在轉輪上的鞭子。跟隨紫之王出席第二次「七王會議」的八名對戰虛擬角色之一，在會議中諷刺Lotus的行徑，但其後被Raker反駁到無話可說。第三次「七王會議」亦由她隨同。

### 白之軍團：震盪宇宙（Oscillatory Universe）
黑羽苑珠／White Cosmos（白色波斯菊）（聲：吉田真弓（遊戲PSP））
白之王，擊殺Saffron Blossom的三人之一，也是為了某些目的暗中活動的加速研究社社長，別名「剎那的永恆」。擁有金色長髮，身著純白的禮服型裝甲，頭頂帶著一頂亮麗的寶冠，右手拿著一根權杖。在Chrome Falcon和Saffron Blossom的故事中登場，但全身籠罩在白光之中無法看見實體。聲音無垢又清澈，如同少女一般甜美，又像聖女一樣高潔，完全不像人類的聲音。
特殊能力是救回已經全損的對戰虛擬角色的資料並憑依在別的對戰虛擬角色身上的「還魂」能力，必殺技為可以復活玩家的「慈悲復活術」。持有七神器中的四號星寶冠與權杖「天權」，後來透過傳說中流浪的鐵匠附加「炎熱屬性無效」、「物理無效」、「腐蝕無效」。
黑雪公主的「上輩」，黑雪公主大一歲的親姊姊。黑雪公主曾經堅信她會永遠在世界的中心散發著明亮光輝，驅除所有的黑暗與寒意。
白之王向Red Rider取得心念槍「七道」的試作品，藉由對戰在Black Lotus面前試槍時以強大的破壞心念覆寫破壞了魔都場地欺騙Lotus，利用她去擊殺Rider。其後黑雪公主在了解心念槍的真義後，仍不肯相信自己的親姊姊會欺騙她，然而白之王被黑雪公主質問時很乾脆承認了自己的詭計，並警告憤怒狀態下拿起拆信刀的黑雪公主，一旦兩人對戰也只會讓黑雪公主失去Brain Burst。白之王趁著黑雪公主失落時想搶下她手上的拆信刀卻意外被劃傷，結果造成黑雪公主被以精神治療的名義趕出家門。
對戰虛擬角色並不包含任何物理攻擊的能力，但擁有看穿、操縱對手心理創傷的高等話語術與支配力。不知是特殊能力或強化外裝造成，她的身影籠罩在一陣妨礙視線的白光中讓人看不清楚，升上9級後，只有諸王及震盪宇宙的幹部，以及Crow看過她的本體。與Lotus之間從來沒有認真對戰過，但Lotus認為無法勝過她。
在中城大樓攻略作戰後的檢討會議中以觀戰用偽裝虛擬角色出現，要求進入混戰模式，但遭到春雪駁斥而作罷。楓子認為一旦開戰，在場的10名對戰虛擬角色打贏白之王的觀戰用偽裝虛擬角色的機率可能不到三成。
在Crow成功擊殺太陽神印堤的第一型態後現身，並以六頂荊冠控制印提的第二型態——終焉神特斯卡特利波卡，準備藉此讓六個軍團的幹部們陷入無限EK的狀態，並讓六王永久退場，使自己能升至等級10，但由於Crow的覺醒而爭取到軍團逃離現場的時間，因此她決定當下操縱特斯卡特利波卡綁走Crow，將其囚禁並邀請Crow加入自己麾下。之後打算迎擊Crow等人的第二波營救時，因當下荊冠被Centaurea Sentry等人破壞，導致特斯卡特利波卡失控而毀了無限制中立空間的部份地形，促使Centaurea Sentry等人危在旦夕，之後接受了Crow的條件，成功將Crow及梅丹佐兩人拉攏至自己身邊，並命Crow為自己的專屬騎士。

#### 七矮星（Seven Dwarves）
為震盪宇宙的主要幹部，參考來源推測來自迪士尼1937年動畫《白雪公主》中的七個小矮人。
京武智周／Platinum Cavalier（白金騎士）
震盪宇宙的七連矮星之一，排名第一。騎士型對戰虛擬角色。別名「害羞鬼」和「破壞者」。劍術流派為「飛流」，似乎沒有長射程的遠程攻擊。擁有能防範強力攻擊的五角形風箏盾，還能透過必殺技將其巨大化罩住周遭，並遮斷一切的探測能力。
在第四次七王會議會場被變成無限制中立空間時，以強化外裝「幻想韁繩」操縱著公敵飛馬現身，確認Vise用心技包圍六團的成員後，使用神器「天權」的權杖召喚公敵太陽神印堤對與會者進行無限EK。
在對春雪進行訓練時，他故意設計圈套，使其他人被則為了遠離特斯卡特利波卡被迫撤退，而他為了白之王，假意留下接應Sliver Crow，實則與Ivory Tower合作，打算將Sliver Crow徹底排除，但以失敗告終，之後則不知去向。
約赫爾特七七子／Snow Fairy（雪之妖精）
震盪宇宙的七連矮星之一，排名第二。穿著雪花禮服的小型角色，別名「瞌睡蟲」。
心念技有降雪、死亡龍捲風的「白色終局」和做出大型冰塊把己方包住、但無法自行解除的「青之斷崖」。
在黑暗星雲進攻港區的領土戰上一度察覺到觀察的視線而前往「Highest Level」，當她試圖切斷春雪與梅丹佐的精神連結時，梅丹佐立刻帶春雪離開Highest Level。正式開戰時，她先讓Glacier Behemoth用冰牆「最終冰河期」困住黑暗星雲成員，再施出「白色終局」擊殺黑暗星雲在場的14人，只有Silver Crow帶著Lime Bell逃出。梅丹佐本體前來攻擊時，她以「青之斷崖」封閉自己和Glacier Behemoth防禦了「三聖頌」，但也無法自行解除。後來Ivory Tower指揮公敵融化青之斷崖後，他們暫時退出戰線，最後被趕來的Black Lotus和Scarlet Rain合作以「星光洪流擊」和「輻射連拳」擊殺。
后来Sliver Crow通过自己的力量来到Highest Level时，也跟着来到了Highest Level，她说自己是契约者，但是链接的Being不是四圣，并且已经不存在了。Snow Fairy将Crow冻起来，但Crow通过“合”逃脱。
越賀莟／Rose Milady（玫瑰貴夫人）
震盪宇宙的七連矮星之一，排名第三，別名「暴躁鬼」。私立永恆女子學院附屬國中三年級，外表看似像小學生的女孩。
必殺技是地上長出帶刺藤蔓並拘束敵方的「華麗穿刺」，心念技是強化了華麗穿刺的「祕密花園」，除了其原有的拘束效果，還能使隨機一種玫瑰花大量綻放產生額外的特殊效果，已知紅玫瑰會產生物理傷害，黃玫瑰會產生電擊，藍玫瑰不詳，除此之外還有其他顏色的玫瑰，但似乎不適用於對付神獸級公敵。
特殊能力是能引導方位尋找所需之物的「花朵占卜」，儘管連當事人也難以確認在當下被系統判定其所需之物的對象與範圍。
Saffron Blossom全損後，Blossom的11個下輩中只有她和Orchid Oracle加入震盪宇宙，其他9人去向不明。
在黑暗星雲進攻港區的領土戰上負責守住Orchid Oracle所在的高塔，硬是用尖刺把帶著Trilead Tetraoxide和Lime Bell飛往高塔的Silver Crow射了下來，後來Silver Crow利用戰術，讓Trilead Tetraoxide從死角用天叢雲朝著交戰中的兩人一起攔腰斬下去，Crow補刀砍死Rose Milady之後再由Bell即時回復Crow。春雪總覺得Rose Milady要是真心想下手的話，取他們三人的性命應該是易如反掌。
領土戰後聽Orchid Oracle說到兩人共同的上輩Saffron Blossom是被白之王所害的事，她透過和自己有連結的天照聯繫梅丹佐找上Crow，在對話後她確認了自己的信念，為了Oracle和Blossom，她會繼續做她該做的事。
後來透過天照的傳話與黑雪公主和春雪在現實中見面，並與春雪一起拯救陷入昏睡状態的惠，同時幫助春雪支付傳說中的鐵匠所需要的高額點數，使其能夠為「輝明劍」附上「高熱屬性無效」。
上輩是Saffron Blossom。
Ivory Tower（象牙之塔）
震盪宇宙的七連矮星（Seven Dwarves）幹部成員之一，等級8，排名第四，別名「萬事通」和「老師」。
小說中除了第一次七王會議是白之王親自參加以外，第二次到第四次七王會議都由Ivory Tower代表參加。全身裝甲為陶瓷般不太有光澤的象牙色，身材纖細，細長尖銳的頭部，頭盔前方刻有曲線狀的分割線。說話有如辦公室的職業性格，特殊能力為具有在其他王旁邊出現也很難被注意到的能力「無影」，心念技是能取消附近所有心念技的「虛數時間」。
在第四次會議中，梅丹佐初步看出此人戰鬥力比不過藍之王或紫之王，但資料量（仁子則稱資料壓）卻異常地龐大。
在黑暗星雲進攻港區的領土戰上負責摸近黑暗星雲身邊取消黑暗星雲成員的心念技，不惜和黑暗星雲成員一起被Fairy的「白色終局」殺死。在變成地獄場地之後，使用神器「天權」的權杖指揮十隻邪神級公敵圍攻黑暗星雲。在Leopard的「流血砲擊」下被迫變成Black Vise，使用「複層裝甲」擋下，結果過程被Puppeteer以影像重播卡錄下。後來「天權」的所有權被Bell回溯轉移回白之王，失去神器的他立刻遭到當初控制的邪神級公敵殺死。
Black Vise（黑色拘束者）（聲：飛田展男（日本））通稱：Vise
「加速研究社」副社長，資歷極深的玩家。漆黑色積層板對戰虛擬角色，有數十片相隔5公分的隔板組合而成的，正面幾乎只能看到幾條細線。身體可分為片狀箝制住對手，除具有強大的束縛力外，同時也可剝奪對手的語言能力。戰鬥技包括名稱不明的束縛十字架、心念技「靜止重壓」、「複層裝甲」、「六面壓縮」、「八面斷絕」和「二十面絕界」，特殊能力是能進入影子的「潛影」以及屏蔽自己或他人在場的「薄影」。
小說第九卷中以類似剪影的方法化身成黑之王（聲音也完全一樣）偷襲Crow，被Crow的心念引發的光芒揭穿真面目。利用詭計讓Crow以第六代Chrome Disaster的身份襲擊Lotus，但在Crow成功解除Chrome Disaster的詛咒後被Crow與Lotus聯手擊敗，由Lotus所得到的超頻點數推知為等級8，似乎故意停留在8級，可能因為等級9有「9級玩家一戰定生死規則」。
鷺洲愛里/Cypress Reaper（柏木採伐者）
震盪宇宙的七連矮星之一，排名第六，女性，別名不明(但如果按照原作白雪公主的設定，加上本人的個性來看，推測應該是「開心果」)。是具有特殊色的近戰型，有著「靈魂收割者」的死神形象，穿著破爛的斗篷，裝備著大把的木柄鐮刀。與Behemoth在震盪宇宙裡負責指導新人的工作。
小清水理生/Glacier Behemoth（冰河巨獸）
震盪宇宙的七連矮星之一，排名第七。有著披敵巨獸級公敵的巨大體型，等級八，別名「噴涕蟲」和「冰山航母」。與Reaper在震盪宇宙裡負責指導新人的工作。
對上Chocolat三人組與後來趕上的Crow。必殺技有「凍結射線」、「融化射線」，常態發動型特殊能力為「冰獄的嘆息」，心念技有做出冰牆圍困敵人的「最終冰河期」。
進入無限制中立空間之後，靠著拘束技「最終冰河期」與Snow Fairy的攻擊技「白色終局」一舉擊殺Sky Raker等十四名黑暗星雲成員，最後被Black Lotus的「星光連流擊」和Scarlet Rain的「輻射連拳」擊殺。
Shadow Croaker（闇影報喪者）
忍者型對戰虛擬角色，震盪宇宙領土防禦戰的一員。除了向Black Vise學來的「潛影」能力，還具有釘住敵人影子的頭部就能讓敵人無法動彈的心念技「縛影」。
負責去追殺逃走的Silver Crow和Lime Bell，他曾犧牲左手臂以「縛影」控制兩人行動，後來Trilead Tetraoxide趕來幫忙合力擊倒他。
若宮惠／Orchid Oracle（蘭花預言者）（Wakamiya Megumi／Orchid Oracle，聲：戶松遙）
黑雪公主在現實世界中最要好的朋友，與黑雪公主是同級生，也是學生會的書記，入學的第一天就主動找黑雪公主說話。家住中野區本町，有父母親與一個姊姊，成員組成與黑雪公主家相似。對春雪因為與黑雪公主一同上學及直連曾是她的特權而感到有點嫉妒。過去是超頻連線者，因超頻點數掉光已經永久退場。在第十卷短篇《天邊的海潮聲》被召唤至加速世界使用場地變遷後便離開，對之前進入加速世界的過程好像沒有記憶，黑雪公主曾偷偷检查过也没发现其安装有Brain Burst。
對戰虛擬角色為Orchid Oracle，Milady稱呼她為「小蘭」。以半透明的淡櫻色對戰虛擬角色的姿態從天而降，手上拿著「錫杖（Sceptre）」型的強化外裝，為了幫助黑雪公主，使用了無視常規變遷的必殺技「結構變革（Paradigm Revolution）」引發了暫時性的效果——「強制變遷」，令當時的「風化」場地轉變成「大海」場地後，再度消失於天際之中。根據作者的說法，經由「結構變革」產生的場地屬性是隨機的，但是比較容易出現相反屬性的場地。在第12卷的角色能力介紹中提到擁有「幻視」的特殊能力，詳細情況不明，心念技有把領土戰空間變成無限制中立空間的「結構崩壞」以及恢復為原來空間的「結構復原」，和能指定所要場地屬性的心念版「結構變革」。
在港區的領土戰當天早上，她在學校圖書館失去意識之後突然恢复關於加速世界的記憶，白之王以復活對戰虛擬角色研究成功的話就讓她心目中最重要的上輩復活做條件要她合作，叫她在領土戰上聽從Ivory Tower的指示。她在領土戰上把場地從領土戰空間變成無限制中立空間，之後因為要對付梅丹佐又把魔都場地變成地獄場地。後來Silver Crow知道了她的上輩是Saffron Blossom之後，把白之王害死Blossom的真相告訴她，並用意念連結降星劍，讓Blossom與她相會，Orchid Oracle最後幫Silver Crow把所有空間的改變一次復原，變回領土戰空間的魔都場地，最後Silver Crow還帶她回陣地讓她與Black Lotus見面；先前《天邊的海潮聲》进入加速世界也是受到Blossom的指引。
領土戰後由於連上的並不是自己的量子線路，導致記憶不能同步，甚至會無法返回現實世界，讓好友黑雪公主和莟都沒辦法聯繫上她。與傳說中流浪的鐵匠被囚禁在曾放置ISS套件本體的樓塔，並由震盪宇宙控制的神獸級公敵英靈戰士看守，後來被Silver Crow和Rose Milady救出。
上輩是Saffron Blossom。

#### 加速研究社
Argon Array（氬氣陣列者）
通稱Argon，外號「四眼分析者（Quadeyes Analyst）」，等級8、資歷極深的玩家，最早提出金属色来源于极深的心之伤的「心傷殼理論」的提倡者。平常講話是關西腔。戰鬥技包括擾敵用的必殺技「眼花撩亂」和雷射攻擊，心念技是能從全身鏡頭全方位發射集束雷射、但無法連續使用的「無限陣列」，特殊能力包括能看見其他玩家個人狀態的「穿透射線」和看透地形物件的透視能力。
定位上與其說是研究社的一員，不如說是研究社的協力者，Falcon的夢境片段回憶中初次亮相，於第三次七王會議正式登場。與黃之王是老相識，會議中以支付代價接受委託其用解析能力確認災禍之鎧是否還寄生在Crow體內，同時亦暗中試探Crow是否因災禍之鎧的緣故得知不該知道的事。
與入侵秘密根據地Crow等人發生混戰，中途使用語音指令「Cerberus Number Three Activate」讓Cerberus I強制轉換為Cerberus III。突然從天上降下的紅光意外讓加速研究社的計劃生變，與Vise一同從根據地撤退離去。
第四次七王會議負責在無限地帶遠距離狙擊，與Croaker同行埋伏。但隨後Croaker被Sky Raker以「滲透打法」一擊斃命。自身也遭到Silver Crow截殺。
下輩是Cerberus I。
能美征二／Dusk Taker（暮之掠奪者）（Noumi Seiji／Dusk Taker，聲：小林沙苗）
春雪升上二年級時，進入梅鄉國中就讀於一年A班。身高約150厘米，身材纖細，頭髮為茶色，像女孩子的容貌。Vise稱他為「Taker同學」。加入劍道部，使用「物理加速」贏得與拓武的比賽。使用BIC連接網絡，因此能遮蔽自己不被敵方提出挑戰。善於設計謀略，讓春雪及拓武陷入嚴峻的困境。后来自己植入了「Brain Implant Chip」（BIC）一事被春雪揭發，双方以赌上全部加速点为代价进行决斗，最終在與Crow及Pile的生死決鬥中，被Bell以「香櫞鐘聲」將時間回溯到奪取Crow的羽翼以前的狀態，失去飛行能力之後被Crow打敗，從加速世界中永久退場。之後隨及失去加速世界的相關記憶，變回和善友好的性格，成為景仰拓武的劍道社後輩。
上輩是自己的親哥哥－能美優一（對戰角色名不明）。在年幼時被哥哥欺負，因此誓要奪取別人的一切。本人證實自己在無限中立地帶親手解決了哥哥，並讓他從加速世界中永久退場。
對戰虛擬角色為Dusk Taker，通稱Taker，深黑紫藍色的人形對戰虛擬角色，無表情的面甲與紅紫色的眼睛。初登場時等級是5級，與Bell組隊後兩日升為6級。唯一的必殺技「魔王徵收令」能永久奪走對手其中一種必殺技、強化外裝或能力，但能搶奪並保有的能力總數和總潛能量是有上限的。右手的機械巨鉗及左手的觸手原先都不是Taker自己的東西，而是利用「魔王徵收令」奪走其他玩家的外裝後預設裝備於自己的對戰角色身上。解除所有強化外裝的語音指令關鍵字設定為「全裝備卸除」。搶來的強化外裝「燒夷噴射器」可以從遠距離噴出高溫的火焰熔化地形同時源源不絕地補充必殺技計量表，加上遠距離火力及飛行能力，已經完全打破了「同等級同潛能的原則」。
會使用手上發出紫色過剩光的強化攻擊威力系心念技，由於能美本人不喜歡技名發聲，因此未設定招式名稱，春雪則將它稱為「虛無波動」。
Rust Jigsaw（鏽之鏈鋸）（聲：日野聰）
通稱「Jigsaw」，於秋葉原BG出現的「區域網路鬧事分子」。必殺技是「輪鋸」及「定位鋸」切斷系招式。等級6，擅長中遠距離的狩獵戰，曾被Leopard跟Crow聯手打敗。在小說第五卷中，以十號機的駕駛員身分參賽，利用第四象限的心念技「鏽蝕秩序」、兼具強化射程距離和攻擊威力的腐蝕系心念技「鏽蝕掌握」與名稱不明強化攻擊威力的切斷系攻擊將附近場景及物件腐化、鏽化，最終被召喚「災禍之鎧」的Crow完全擊潰。
之後直到隨同白之軍團和加速研究社伏擊與其對立的各軍團前往北門對付玄武解救Graphite Edge途中才再度登場，但沒多久就和Shadow Croaker被聯軍透過傳送門的視線死角先發制人發動大量的遠程心念給擊退。
Sulfur Pot（硫磺之壺）（聲：檜山修之）
通稱「Sulfur」，利用改裝過的神經連結裝置以及後門程式，從東京遠程對沖繩地區的公敵進行狩獵。以強化外裝「幻想韁繩」操縱著神兽级公敵「尼德霍格」，後被Lotus以及紅釘等人擊敗。
必殺技是「碳塵煙霧」與高級版的「碳塵風暴」，會向被攻擊者噴出黑色火藥，以便其後點火把對手近距離焚燒。
自短篇《天邊的海潮聲》結束後，未再出現。
Wolfram Cerberus（鎢之地獄犬）
通稱Cerberus，Cerberus是作者在《Accel·World 對戰虛擬角色設計大赛》投稿作品中採用的三名虛擬角色之一（另外兩位是Peach Parasol及Chocolat Puppeteer）。
由「加速研究社」培育出來的最強等級1新人，號稱「絕硬之狼」，擁有相當堅硬的裝甲。具有三個不同超頻連線者的人格，每個人格都有各自的能力和被賦予的任務。
Cerberus I（地獄犬I）
頭部的人格是對戰虛擬角色Cerberus原本的擁有者。個性有禮，擁有非常靈活的戰鬥技巧，還有需要消耗必殺技計量表的限定發動型技能「物理無效」。為了有效賺取更多的點數，一直維持等級1，後來為了進入無限制中立空間聽從Argon的指示升為等級5。與Crow對戰感到非常快樂，希望能跟Crow成為朋友。Argon稱他為「小一」，是Cerberus I的上輩。
Cerberus II（地獄犬II）
左肩的複製人格是名稱不詳的複製體。個性頗為健談，戰鬥力及感知能力稍弱，據他所稱有一半的能力被封印了，保有的特殊能力是「技能捕食」，能透過吃掉對手的軀體有限度地複製能力供自己使用，同時還會強化裝甲強度的心念技。其原先任務是裝備災禍之鎧，但災禍之鎧已被Crow封印。他和一號人格都很高興能跟Crow對戰。
Cerberus III（地獄犬III）
右肩的複製人格是加速研究社社長的「還魂」能力造出來的複製體。使用Dusk Taker的人格時，記憶和對春雪、拓武的稱呼方式都停留在他從加速世界退場之前，持有必殺技「魔王徵收令」與心念技「虛無波動」，戰鬥中趁機將rain的「無敵號」搶走，但隨後Taker的人格被「中城大樓」ISS本體發射出積蓄數十名超頻連線者的負向心念侵蝕消滅，也造成Cerberus與無敵號一起變成災禍之鎧MarkII。後來換成Orchid Oracle的人格，並在第四次七王議會中使用「結構變革」，把對戰空間轉移成無限制中立空間。Argon稱他為「小三」。
Wolfram Disaster（鎢之災星）
當時支配Cerberus並搶走四件「無敵號」外裝的三號人格（Dusk Taker）被ISS本體送來的強烈負向心念侵蝕消滅，進而變形成災禍之鎧MarkII（春雪給予的稱呼）。本來無法隨意活動的「無敵號」變成可活動的人形，在駕駛艙區域的上方出現了帶有鏡片型單眼的頭部。
在其取得四件「無敵號」外裝時，戰鬥手段除了格鬥戰之外，原來的主砲能變形成雙手砲管，可以釋放出虛無屬性射線，即威力強了數百倍的「黑暗氣彈」，甚至能使出威力在此之上的「黑暗擊」，還能變形成輕量化的「無畏號」，體型一度大到巨獸級公敵的規模，更因接收了數十名ISS套件感染者的負向心念，使其出力達到神獸級甚至超級公敵的程度。災禍之鎧MarkII剛誕生時全力向春雪他們發動攻擊，但春雪仍透過梅丹佐的力量打贏了它。在Rain被搶走的四件「無敵號」外裝中，除了背後噴射器之外都經由Lime Bell以「香櫞鐘聲」取回，因為隨後Cerberus在現實中被人切斷連線而離開現場。
於第四次七王會議，在Tower的無影下搶先發動右肩的新人格－Oracle的結構崩壞，打散藍之王心腹Blade姊妹後對上六王。

### 其他軍團

#### 螺旋（Helix）
Beryllium Coil（鈹之線圈）
通稱Beryllium，動畫特典小說《紅炎色軌跡》中登場。等級5的金屬色對戰虛擬角色，小型軍團「Helix（螺旋）」的軍團長。裝甲是略微偏藍的銀灰色，帶領軍團進攻日珥中野第一戰區。
手腳都內藏發條彈簧可以運用彈力作戰，能力有利用彈簧的彈力彈出手部內藏的40公分刀刃的「折疊刀（Jackknife）」、將雙腳彈簧收縮越久跳躍距離越大的「彈簧衝刺（Speing Dash）」。藉此任意切換打擊屬性的拳擊與切斷屬性的刀刃的作戰風格，原本刀刃只能從右手著裝，透過升級獎勵連左手也有裝備。
Chili Powder（辣椒粉末）
動畫特典小說《紅炎色軌跡》中登場。橘紅色遠距離對戰虛擬角色。必殺技是投擲塞滿辣粉的「紅熱手榴彈（Red Hot Grenade）」，可以對附近的敵人造成視覺及發聲的障礙，並造成傷害。
是「螺旋」裡唯一沒從《加速世界虛擬角色設計大賽》所設計的角色，疑是作者原創的。
Verdant Colossus（新綠巨像）
動畫特典小說《紅炎色軌跡》中登場。綠色大型對戰虛擬角色，與其他三人佯攻，好讓Coil和Powder的強襲得以順利。
Cinnamon Raccoon（肉桂浣熊）
動畫特典小說《紅炎色軌跡》中登場。茶色大型對戰虛擬角色，與其他三人佯攻，好讓Coil和Powder的強襲得以順利。
Azalea Baton（杜鵑指揮棒）
動畫特典小說《紅炎色軌跡》中登場。紫色中型對戰虛擬角色，與其他三人佯攻，好讓Coil和Powder的強襲得以順利。
Rutile Check（金紅石方格）
動畫特典小說《紅炎色軌跡》中登場。黃色小型對戰虛擬角色，與其他三人佯攻，好讓Coil和Powder的強襲得以順利。

### 沖繩地區
Crimson Kingbolt（深紅大螺栓，聲：新垣樽助）
通稱紅釘或庫里奇，在動畫第18話、小說第十卷短篇《天邊的海潮聲》中登場。等級7，前極光環帶成員，因名字裡有「crimson」（深紅）以及「king」（國王）的意思，一度被謠傳是「史上最強」，當時「極光環帶」首領Purple Thorn認為Kingbolt應該是一個帶有強大電擊能力（bolt）的角色，因而將他招入旗下。但實際上Kingbolt意為大螺栓，本身能力也與電擊無關，在其定位廣為人知後被戲稱是「史上最強名號（Strongest Name）」。
能利用場地中收集到的大量金屬讓自己變形成巨型機器人，在二代紅之王Rain出現之前是公認最強遠程火力的對戰虛擬角色；但也因需要大量的金屬而極度受到地形限制，在其活躍的時代，有他參與的團隊戰鬥都會演變成一方在場地拼命收集金屬，而另一方則不停地妨礙。他曾求助於Centaurea Sentry，習得將其機器人武裝組成巨劍的心念技，以此使出耗光計量表的必殺技足以切開魔都屬性的堅硬大樓。其螺栓本體的密度很高，但也因此在遇到水時容易往下沉。
必殺技是「攻紋螺絲（Tapping Screw）」和「巨型機械覺醒（Mega Machine Awakening）」，還能以攻擊強化型心念技將武裝化為劍。
現實中是高中一年級學生，三年前因父母離異而隨父親自東京都移居到遙遠的沖繩，寄住在親戚安里琉花的家裡。幫琉花安裝Brain Burst而成為琉花（Dolphin）的上輩，養成到四級後一起狩獵公敵賺點數，之後又讓琉花成為真魚（Merrow）的上輩。
從Lotus等級還不高的時候，紅釘就常與她打對戰、領土戰，也是多次一起狩獵公敵的老戰友。三年前紅釘突然消失，黑雪公主一度以為他已經從加速世界中退場而感到難過，直到參加沖繩的修學旅行時才在偶然間再度重逢。
安里琉花／Lagoon Dolphin（礁湖海豚）（Asato Ruka／Lagoon Dolphin，聲：仲西環）
在動畫第18話、小說第十卷短篇《天邊的海潮聲》中登場。土生土長的沖繩人，就讀於沖繩縣名護市立久邊國中二年二班。擅長空手道，習慣說沖繩話。
對戰虛擬角色為Lagoon Dolphin，通稱Dolphin，Kingbolt的下輩；Merrow的上輩。等級5，藍色近戰型的對戰虛擬角色，具有「變形（Shape Change）」的必殺技「水中模式（Marine Mode）」，手肘、腰部、腳尖長出鰭翼，在水中移動速度非常高。
必殺技是「巨浪拳（Tidal Wave）」。
糸洲真魚／Coral Merrow（珊瑚人魚）（Mana Itosu／Coral Merrow，聲：儀武祐子）
在動畫第18話、小說第十卷短篇《天邊的海潮聲》中登場。沖繩人同時是靈巫後代，靈媒的體質發作時具有預知的能力，曾經預言黑雪公主（Black Lotus）和若宮惠（Orchid Oracle）的到來。就讀於沖繩縣名護市立久邊國中一年三班。與琉花同屬空手道社的同伴，比琉花年幼三個月，說話的口音是帶點南國腔調的標準語。
對戰虛擬角色為Coral Merrow，通稱Merrow，Dolphin的下輩，等級4，粉紅色的對戰虛擬角色，與Dolphin同樣具有「變形（シェイプ・チェンジ）」的必殺技「水中模式（マリン・モード）」，將雙腳轉化成魚尾以對應水中作戰。

### 其他超頻連線者
Chrome Falcon（鉻之獵鷹）（聲：加藤英美里（遊戲PSP））
通稱「Falcon」，開拓者之一，身型瘦小銀色的對戰虛擬角色。與Blossom是戀人，但兩人從未在現實中見過面。戰鬥技包括疑似瞬間移動能力的等級5必殺技「閃身飛逝」，曾以此能力從斷崖突破了「四神」的封鎖，進入「禁城」並取得存放在大殿中、七神器中的六號星全身鎧「開陽」。主動邀請Blossom組隊，兩人更在無限制中立空間的灣岸區買下小屋，共同渡過了相等於現實五年的時間。其後中了Vise等三十人的陷阱，被Vise束縛並目睹Blossom不斷被以「無限EK」的方式凌虐至瀕臨強制卸載Brain Burst的邊緣，最後奮力擺脫束縛，在Blossom的請求下給予她最後一擊，為此對在場眾人及自己感到了莫大的憤怒。在以極低機率接收了Blossom的神器「開陽」後，他輕易將神獸耶夢加得（小說內為巨蟲）殺死，並取得其掉落的高級強化外裝——降星劍，一邊詛咒這個世界、一邊將「開陽」與降星劍融合，終於誕生了悲劇性的強化外裝——「災禍之鎧」，誓言將永久詛咒並殺戮這個世界而成為了第一代的Chrome Disaster，並將在場的大部分玩家全部消滅，後來在長期的消耗戰下，被包括數名純色玩家在內的高手們聯手消滅，但其意志仍寄宿在鎧甲上。第九卷Crow將降星劍插入鎧甲，使得Falcon和Blossom的意志在加速世界中歷經了七千年後再次相遇，終於解除了詛咒。
Chrome Disaster（鉻之災星）
通稱「Disaster」，即「災禍之鎧」。通常泛指被「災禍之鎧」操控的玩家，身披這組金屬黑的騎士型強化外裝，擁有歷代穿上鎧甲的虛擬角色之必殺技與特殊能力。每一代的外觀都不盡相同，但同樣具有瘋狂的攻擊性。通過積累在「災禍之鎧」龐大的戰鬥經驗能演算成未來預測，能以極高精密度預測敵方的攻擊。但若是和強敵激戰使彼此招式和精神都在高層次交會的情況進行對戰，而非互相厭惡與憎恨的廝殺，達到此狀態後幾乎都會使其負面心念出現衰減。在原持有者永久從加速世界退場後，會100%轉移到勝方的任何一人身上（以卡片或寄生形式，若打倒它的人心中有陰影就會直接放入物品欄中，反之沒有就會讓碎片寄生等待時機）。
已知有六名虛擬角色裝備「災禍之鎧」，以下是歷代的特徵：
- 第一代是Chrome Falcon，鎧吸收鉻的不腐蝕性質、必殺技「閃身飛逝」、寶劍「降星劍」當內建武裝以及擁有令人絕望的黑色心念力。
- 第二代是Magnesium Drake，是兼具堅固金屬色和強烈火焰能力的龍型虛擬角色，能力是「噴火」，最後被眾人討伐而退場。
- 第三代是Centaurea Sentry，擁有能與藍之王比擬的極致邪道劍法，三年前敗在藍之王的劍下退場。
- 第四代是名稱不明、外號「暴食者」的對戰虛擬角色，動畫第9話、小說第二卷出現在重播影像中，特徵是蚯蚓狀的頭部及细长的四肢，兩年半前在七王的圍攻下退場。
- 第五代是Cherry Rook，能力是「鉤索」，最後被Silver Crow的攻擊失去行動能力，並受到Scarlet Rain施以「處決攻擊」而退場。
- 第六代是Silver Crow，另請參看Silver Crow。

Saffron Blossom（橙黃花綻）（聲：小野涼子（遊戲PSP））
通稱「Blossom」，開拓者之一，橙黃色的對戰虛擬角色，外號「開耶姬」。擁有蔚藍色的眼睛，防禦力極低，右手持有的手杖能發射數種種子，埋入選定對象的體內，經一段時間後綻放的花朵能夠削減體力、必殺技槽或阻礙對方行動，亦可進行支援、削除異常狀態等效果。戰鬥技包括等級5必殺技「花瓣避難所」。希望成立互助形式的軍團，將加速點借給有需要的人，並透過參加公敵狩獵來歸還，讓所有人都感到快樂。使用Falcon交予的神器「開陽」而成為了所向披靡的玩家，但最終招致了禍害，中了Vise等人的陷阱，被Vise固定在神獸耶夢加得的出現範圍，失去了言語與移動能力，一次又一次地被耶夢加得殺死，並因Cosmos的「慈悲復活術」而馬上原地復活，以「無限EK」的方式迫使她永久退場，最後在只剩7點超頻點數時，對著擺脫束縛並趕到她身邊的Falcon請求給予自己最後一擊，並在Falcon的懷裡消失。消失後其意志寄宿在耶夢加得掉落的降星劍上，一直希望鎧甲上的「野獸」能聽見她的聲音並停止殺戮。曾幫助Crow招喚出鎧甲原型「開陽」的一部分，希望Crow能相信自己、不被鎧甲支配。第九卷Crow將降星劍插入鎧甲，使得Falcon和Blossom的意志在加速世界中歷經了七千年後再次相遇，終於解除了詛咒。
Brain Burst黎明初期Blossom一共有11個下輩，剛好都是以植物為顏色名的對戰虛擬角色，包括Orchid Oracle和Rose Milady，她們兩位在她全損後加入震盪宇宙，其餘9人去向不明。
現實中是一名患有先天性細胞內的粒線體機能低下的難治之症的女孩，病變最終將波及心臟，預計無法存活到成年。
四埜宮竟也／Mirror Masker（鏡之假面）（Shinomiya Kyouya／Mirror Masker）
謠的二哥，也是謠的上輩，非常愛惜自己的妹妹。由於四埜宮家所屬的觀世流能樂流派不承認女性能樂師，所以帶領謠來到Brain Burst的世界，希望這個世界能轉移謠對能樂的這份愛好，卻反而讓謠在能樂的舞台上舞蹈的心情愈发增长。竟也在能舞台的鏡房裡請求身為大當家的祖父准許謠正式走上能樂師的路，然而祖父拒絕，這時大哥起身推了持續請求的竟也，使竟也被撞倒的鏡子壓在身上，因此與世長辭。
對戰虛擬角色為Mirror Masker，顏色為銀、白雙色的稀少對戰虛擬角色，擁有讓命中自己的光線技能分解消失的「理論鏡面」能力。
下輩是Ardor Maiden。
Magnesium Drake（鎂之火龍）
通稱「Drake」，具有堅固金屬色的龍型對戰虛擬角色，擁有「噴火」能力。他的實力和領導力獲得眾人景仰。與Current是競爭對手，也是朋友關係。
曾參與討伐第一代Chrome Disaster，之後他消失了一陣子，回來時已經污染成為第二代Chrome Disaster，在其失控後被眾人進行多場討伐而永久退場。他的金屬色和成為Disaster被Lotus等人推測是加速研究社介入造成的。
Match Maker（賽程安排人）（聲：川原慶久）
「秋葉原對戰場」的管理人，在全感覺沉潛空間中使用的通常虛擬角色外觀為蓄鬍的矮人。
春雪初次造訪時，正為Jigsaw的不正當手法擾亂對戰聖地煩惱不已。拜託Leopard和Crow調查Jigsaw的本尊好讓保鏢列入黑名單。
Slate Bolt（石板螺栓）
小說第四卷提及，春雪去秋葉原BG時，對戰預告看板上登記著等級5的Frost Horn與等級4的Slate Bolt即將在18:00展開對戰，場地、勝負皆不明。
Nickel Doll（鎳之玩偶）（聲：櫻井浩美）
通稱Doll，等級4。在動畫版中的外貌不同於小說原作和漫畫版，性格也有所差異。
必殺技為從正極的右手、負極的左手放電的「陰極陽極（Anode Cathode）」，若與Duct的「渦輪分子幫浦」組合可形成組合技「輝光放電（Glow Discharge）」。
Sand Duct（砂之導管）（聲：宮下榮治）
通稱Duct，等級3。右手風管可以噴出氣流，左手風管可以吸入氣流並偵測到微小的氣息，必殺技有從右手放出的「沙塵暴（Sand Blast）」以及氣流在兩手之間急速移動造出真空現象的「渦輪分子幫浦（Turbo Molecular）」，若與Doll的「陰極陽極」組合就會進一步發生絕緣破壞強烈放電的「輝光放電」現象，對敵人產生強大的吸引力並造成重大的電擊傷害。
Cocoa Cracker（可可蘇打餅）
與Olive等5人在無限制中立空間圍攻虐殺Ash Roller與Bush Utan，並輪流一小時後換人奪取兩人的點數，被因極度憤怒而再次變成第六代Chrome Disaster的Silver Crow依序破壞右、左雙手，倒地後被直接踩碎敗亡。
Tin Writer（馬口鐵作家）（聲：川原礫（TV版）、黑田崇矢（Blu-ray＆DVD版））
在動畫登場的對戰虛擬角色，有四方大頭和短小四肢，架着大眼鏡，手上拿着筆記型電腦。平時在春雪對戰時充當解說員，實際身分是作者川原礫自己的對戰虛擬角色。

### 其他人物
荒谷（Araya，聲：千葉一伸）
春雪的同班同學。和手下一起欺負春雪。身材高大，有着一身結實的肌肉，一頭染成紅色如劍山般直立的頭髮，穿戴耳環。在課堂向春雪傳送郵件，勒索午飯。在他要將春雪打飛時，因春雪在黑雪公主的指示下使用了「加速」，使他誤傷了黑雪公主而被學生會及老師制伏。經調查後，被發現了一系列違法行為而遭到逮捕。保釋期間，利用車子撞向春雪，但最後撞到黑雪公主。
有田沙耶（Arita Saya，聲：羽飼麻理）
春雪的母親，在東京都就讀碩士班的時候，和大她三歲，當時擔任網路公司職員的春雪的爸爸結婚，23歲生下春雪。之後繼續攻讀碩士並且拿到MBA學位，畢業後在某個總公司設在美國的投資銀行日本法人機構貿易部門就職。30歲（也就是春雪7歲）時與春雪的父親離婚，經家事法庭判決獲得春雪的監護權。每天午夜過才會回家，一般只有平常日的早上會和兒子見面，假日常常不在家。因為和春雪的父親結婚，而和山形縣的娘家關係疏遠。
倉嶋百惠（Kurashima Momoe）
千百合的母親，和有田沙耶是大學時代就認識的朋友，與罹患過下咽喉癌的丈夫都是非常和善的人，對春雪和拓武都很照顧。料理的技巧非常純熟，常常為春雪的聚會提供各種美味的料理。
齊藤朋子（Saito Tomoko）
春雪的表妹，被由仁子假冒身份。
菅野（Kanno，聲：宮下榮治）
二年C班的導師，教日本史的年輕男老師，帶著熱血的性格，主張「小孩子不需要網路」。
石尾（Ishio，聲：西田雅一）
二年C班的男生，籃球隊的主力選手。曾在春雪被懷疑偷窺時打了春雪。
井關玲那（Iseki Rena）
梅鄉國中二年B班女生，因為抽籤選中飼育委員，起先對飼養工作感到煩厭而一度沒參加，後來因為看到春雪一直有認真工作和填寫日誌感到不好意思，進而主動參加。曾用玻璃製的鏡子幫助春雪理解理論鏡面。
因為一起參加飼育委員會的活動而加深了與春雪與謠的交流。也因餵養小咕的工作都需要謠每天親手來做，因此她把謠暱稱為「超委員長」。
家中除了做採購業務的姊姊以外，還有一個同母異父、年齡有段差距的妹妹。
生澤真優（Ikusawa Makotoyu）
女生，二年C班的班長。在小說十七卷中想要找春雪和拓武搭檔，參選2047年9月改選的學生會幹部。
濱島（Hamashima）
梅鄉國中二年A班男生，因為抽籤選中飼育委員，對飼養工作感到煩厭，加上委員長春雪願意包下工作而沒再參加。
小咕（Hou）
約二十公分出頭的白臉角鴞，雄性，三歲左右。原本是寵物店人工繁殖、正規販賣的寵物，原先的飼主因難以處理基於日本的改正動物保護法在牠左腳埋設的微晶片，就直接暴虐地挖除牠腳上的晶片後再將牠丟棄。出血過多瀕臨死亡的牠迷途進入松乃木學園裡，經過謠的努力躲過了被安樂死的命運，並成為松乃木學園國小部的寵物。但之後因學園經營困難、校地縮減的緣故，又撤去了飼育小屋，也找不到人領養牠，在再度面臨安樂死的時候，經過黑雪公主的引介於2047年6月18日由梅鄉國中成立飼育小屋接手飼養。因受過飼主的殘虐而不信任人類，本來牠除了謠以外不接受其他人餵食，不過到最近也開始接受春雪餵給牠吃的東西。
堀田三都
梅鄉國中的女性「校醫」，負責保健室的工作。
仲河（Nakagawa）
春雪二年C班的同班男生，學校游泳隊的選手，2047年6月20日星期四第一節體育課分組比賽籃球時是春雪的隊友。
四埜宮清梧郎
觀世流能樂四埜宮家的大當家，七世四埜宮清梧郎。四埜宮謠的祖父。
岡
二年C班的男同學。
冰見薰（Himi Kaori）
冰見晶的母親。掛居美早爸爸的姊姊，也就是美早的姑媽。在美早的爸爸過世後負責照顧美早，也是美早經營的蛋糕店「Patisserie La Plage」的西點主廚，教導美早西點的廚藝。
上岡（Kamioka）
梅鄉國中的學生會會長。學務繁多，常與西一起行動，因此很少來學生會辦公室泡茶聊天。
西
梅鄉國中的學生會會計。因為和黑雪公主的協定，實質上由他做副會長的輔助工作，而黑雪公主則做會計的工作。
桐谷和人／Kirito（桐人）（Kirigaya Kazuto／Kirito，聲：松岡禎丞（日本，廣播劇CD））
《刀劍神域》男主角。在西元2026年幫比嘉健測試「第四代全感覺連線實驗機」的完全沉潛時，机器发生「量子干涉」，意外介入了西元2047年的加速世界的對戰之中。
在對戰之中用對戰虛擬角色Kirito與Silver Crow交手，以SAO時維持着人類姿態的黑衣對戰虛擬角色登場，擁有極佳的反應能力和劍技，背上攜帶其在SAO時期的兩把單手劍「闡釋者（Elucidator）」和「逐暗者（Dark Repulser）」。必殺技是「音速衝擊（Sonic Leap）」、「隕石墜（Meteor Fall）」和「雙重扇形斬（Double Circular）」。
在《刀劍神域 Lost Song》跟亂入的黑雪公主對戰。在《加速世界VS刀劍神域 千年的黃昏》再次跟黑雪公主等人相遇，但沒有《刀劍神域 Lost Song》和小說中跟黑雪公主、春雪交手的記憶。
DShK（聲：牧野由依（日本））
「Accel Assault 2038」的世界中最後一位「攻擊連線者（Assault Linker）」，最初以攜帶鐮刀的南瓜頭騎士型虛擬形象長期潛入梅鄉國中的校內區域網路，在放學時段襲擊仍留在區域網路的對戰虛擬角色，目的是尋找對手。
為手持鐮刀的飛行型對戰虛擬角色，身著巨型的粉紅色長裙裝甲，擁有碧藍的眼睛以及豔黃色的雙馬尾髮型。必殺技包括「搗蛋射擊（Trick or Treat）」、「召喚 元素浮游刃（Call Elemental Brit）」。飛行時進行迴旋會導致速度下降，意外成為致命傷。
最終輸給獲得飛行能力的Black Lotus，對於遊戲完全攻略感到欣慰。在遊戲空間崩壞之際，協助Lotus等人登出並返回現實世界。
立花怜彌

### 加速世界外傳魔女的遊園人物

#### 演算武術研究社
千明千晶／Aluminum Valkyrie（鋁之女武神）（Chigira Chiaki／Aluminum Valkyrie）
私立清美女子學院1年A班的學生，2035年3月29日出生，血型A型，身高139公分，跟黑雪公主一樣头发有两条蝴蝶鬚狀的呆毛。在三年前從臨終的兄長手中安裝了Brain Burst，但因隨即隨家人移居美國，從安裝起就從沒使用過，直至2047年回到日本當天，才從演算武術研究社的社長口中得知自己已經安裝Brain Burst的事，并加入了演武研。
十分擅長武道，一個人打敗全校各武術社團的社長。討厭被說矮小。相當崇拜Black Lotus，希望升到9级以後與Black Lotus見面。父親千明宗重郎是大企業南風集團的領導人。
第20話中黑雪公主到清美女子學院洽公，千晶初次見到自己仰慕的黑雪公主，卻緊張得什麼話都說不出口。
對戰虛擬角色為Aluminum Valkyrie，等級4，是銀白色的金屬色系虛擬對戰角色，也是「完全一致」的角色，擅長利用自己的武術來壓制敵人。對於黄色系的間接攻擊抗性不高。
外觀改變且強化物理攻擊的必殺技「合金模式 with 卡拉（Mode Alloy With Kara）」、強化對特殊攻擊的防禦力「合金模式 with 瑞吉蕾芙（Mode Alloy With Reginleif）」。
上輩是Glass Monarch；代託上輩則是Orange Raptor和Violet Dancer。
祝優子／Orange Raptor（橙色迅猛龍）（Hoori Yuuko／Orange Raptor）
私立清美女子學院3年C班的學生，生日是8月15日，血型B型，身高158公分，F罩杯的巨乳。「演算武術研究社」的「社長」，平时在校经常穿着比基尼，戴着熊的头套出现。在第2話末時成為千晶的代理「上輩」，后来也把莉莉亞发展为自己的「下辈」。
雖溺愛千晶和莉莉亞言行卻有點變態。特別是無論在現實世界還是虛擬世界都常常對千晶毛手毛腳。因此她的態度常常帶點半開玩笑的性質。
十分珍惜与千晶等人的关系，曾因为Vanilla Slicer企图讓千晶全損。擔心得哭罵了千晶之後，立刻去找冬牙詰問Slicer的下落。
對戰虛擬角色為Orange Raptor，偏黄的赤色迅猛龍龙型虛擬對戰角色，等級7的老手。從使用粗獷的四肢進行打擊戰到用強韌的大顎進行規則外戰鬥，使用長長的尾巴進行巧妙連擊的廣泛戰鬥方式，必杀技为长射程火焰喷射「高熱巨砲（Deca Flare）」，和製造出自己巨大幻影的幻術「原模蜃影（Primitive Heathaze）」。因熱情激烈的戰鬥風格，獲得「灼熱（The Burning）」稱號。
上輩不明；下輩是Iris Alice；代託下輩是Aluminum Valkyrie。
來摩胡桃／Violet Dancer（紫羅蘭舞者）（Kuruma Kurumi／Violet Dancer）
私立清美女子學院3年B班的學生，生日是11月14日，血型A型，身高167公分。演算武術研究社的副社長，经常打扮得非常帥氣，相當受到校內女生的仰慕。在第2話末時成為千晶的代理「上輩」。
對戰虛擬角色為Violet Dancer，披着面纱的女性虛擬對戰角色，稱號是「紫色暴力（Violet Violence）」。
等級6的老手，對戰武器是中距離投擲型強化外裝「戰輪（Chakram）」，通過消耗必殺技計量表最多可叫出8枚戰輪，分別以印地語數字的1至8（ek、do、teen、chaar、paanch、chhuh、saat、aath）做為召喚的語音指令。另外有三個動作指令：『bha』可以把朝外的刀刃轉為朝內；『ta』可以立刻將遠方的戰輪召回手邊；『ra』則是讓戰輪繞著直徑旋轉成球形，藉此變成打擊屬性。
上輩是前演武研的前輩繪那；代託下輩是Aluminum Valkyrie。
莉莉亞·烏莎喬瓦／Iris Alice（鳶尾花艾麗絲）（Liliya Usapova／Iris Alice）
私立清美女子學院1年C班的學生，生日是7月7日，身高140公分。日俄混血兒，一直躲在自己構築的「殼」裡面不想在意別人。曾经被校内的三人组欺凌，被千晶發现其通常虚拟角色的敏捷度而带入演武研，成为優子的下辈。擁有超強的動態視力，就算是高速移動中的石頭的路徑也能輕易看穿。在千晶的鼓励下從自己心中的殼裡面走出來，使用「兩個面孔」能力打倒企图讓千晶全損的Vanilla Slicer，與千晶一起戰鬥讓她非常開心。
家裡只有祖母。驚人的反應速度是因為從小就一直玩已死的父親所製作的遊戲而得到的，軍團名稱也取自該遊戲的名稱。雖然當初膽小退縮，也在透過Brain Burst與千晶她們接觸之下，漸漸有了自信，甚至還反過來惕勵軍團任務後意志消沉的千晶。
對戰虛擬角色為「Iris Alice」，通稱Iris Alice，等級4，偏紫的蓝色少女型人偶，十分敏捷且具有優異的跳跃能力，起始狀態下沒有任何必殺技或特殊能力，但持有起始強化外裝「小瓶（Little Bottle）」。當「小瓶」遭到破壞，狀態欄會出現限定發動型特殊能力「雙面人（Two Face）」，藉由消耗整條必殺技計量表以及喊出語音指令「吞食自我（Eat Me）」可以發動「雙面人」的能力，变成与原来属性值相反的巨大對戰虛擬角色進入「吞食自我」狀態，身形足以與巨獸級公敵互相比擬。「吞食自我」狀態是不可逆的變化，會一直持續到對戰結束或是離開無限制中立空間為止，在此狀態下可施展在周圍生成暴風雪来阻碍对方行动的必殺技「冰雪惡魔（Snow Devil）」。
點數到430點後，在大家的期待下升上等級2。升級獎勵有必殺技「下午茶套餐（Tea Time Set）」、強化外裝「女皇的占星術（Queen's Astrology）」、特殊能力「有利步法（Advantage Step）」、「冰雪惡魔」的範圍擴大四種，莉莉亞苦惱一番決定後，最後選擇了巨大硬頭鎚型強化外裝「女皇的占星術」。
上輩是Orange Raptor。

#### 蒼燈武裝團・改
藤堂冬牙／Azure Tigers（蒼藍猛虎）（Toudou Touga／Azure Tigers）
征王男子学院中學部的学生会长，曾救下现实被人欺凌的Slicer。和優子、胡桃自小认识，并由于约定与優子共同升级到八级而一直没建立自己的军团，不断等待着優子的回应。
對戰虛擬角色為Azure Tigers，虎頭的天藍色獸人型角色，少數不是金屬色系卻不需用武器的人，但依照冬牙的武術底子，其四肢的攻擊速度和物理攻擊也相當有破壞力，能輕易把岩山擊碎。他也可以利用周圍的水分做出冰劍冰槍，裹著暴風雪的打擊可以給予敵人冰雪系的傷害。
時規／Vanilla Slicer（香草切片機）（Tokinori／Vanilla Slicer）
征王男子學院的學生会书记。
在第6話中，與「長城」的Ash Roller組隊，與Aluminum Valkyrie及Iris Alice對戰，试图击倒千晶来卸载其BB，后来被莉莉亚打倒后，被现实的優子和BB的冬牙教训。
等級4，外形和蛋糕师傅相像，使用三把不同大小的切蛋糕刀的强化外装，有以各种香料所引发异常状态的必殺技「假期方案（Vacation Plan）」。
Zircon Paladin（鋯石聖騎士）
等級4，征王男子學院的學生，千晶的初戰對手。右手拿著一把西洋槍，必殺技為把身體變硬以增加防禦力的「恐懼獻身（Fear Devote）」，和使用長槍施展的「勝利穿刺（Victorious Thrust）」。
第21話中，自白將來一定會成為超越會長的「王」，並即將達到等級4的時候與Iris Alice打賭十倍輸贏，被Alice的新戰術打敗。
Jasper Jack（碧玉傑克）
征王男子學院的學生。
對戰虛擬角色是綠色的騎士型，基本上是屬於防禦型角色，但是消耗必殺技計量表使出必殺技「黑桃J（Jack of Spade）」之後角色會變成紅色，手上的劍最長可以伸長到10公尺的遠距離攻擊型。

#### 假面者（Faceless）
鷲塚範子／Brass Eagle（黃銅飛鷹）（Washiduka Noriko／Brass Eagle）
千晶的同年級同學。為了獨佔小學的時候轉校過來的莉莉亞，範子聯合身邊的死黨一起欺負她。但是加入演武研的莉莉亞開始反抗範子，範子又遭到死黨離棄與孤立，再加上媽媽為了事業，想要她去和千晶親近，給她帶來了很大的壓力和苦惱。由于不明白千晶等人关于Brain Burst的术语和为了找出Glass Monarch而在網路上提問，被「假面者」軍團的尤美強行載走，後來在尤美的協助下安裝了Brain Burst，並受到邀请加入假面者。
對戰虛擬角色為Brass Eagle，等級4，雖然是才剛加入假面者的新手，但因想要與千晶成為朋友，非常自我堅持地快速升級。必殺技有可以偵測到半徑兩公里以內其他對戰虛擬角色的位置與色系的「鷹眼（Eagle Eye）」和由高處出發可以滑翔一段距離的「獵食滑翔（Predator Gliding）」。
上輩是Pyrite Jabber。
郡山喜代美／Pyrite Jabber（黃鐵礦賈霸）（Kooriyama Kiyomi／Pyrite Jabber）
16歲，四年前小學六年級時從住在附近的朋友那邊得到Brain Burst。她將問起Monarch的範子帶回同伴的老巢，卻發現範子什麼也不知道。她幫範子安裝Brain Burst之後本來想要奪取範子的點數，不過發現範子的對戰角色也是金屬色的情況下，改變主意邀請她加入Faceless。
對戰虛擬角色為Pyrite Jabber，外型像金黃色的戰隊英雄，可以從拳頭、手肘、腳跟和膝蓋幾處放出火花，藉由起爆加速進行強烈的打擊，是喜好華麗頭腦簡單的肉體派。
Faceless軍團的成員，舊「Colorless」軍團的創建者之一。由於是金屬色而受到上輩和其他色軍團的排斥，與同樣處境的依諾雅和利客三個人聚在一起。有一天他們在被公敵纏住時受到Glass Monarch的救助，便與Monarch一起創立了Colorless軍團。Colorless全盛時期曾多達近30人，Monarch的突然消失讓她感覺受到背叛。正式的工作是單口相聲的藝人。
上輩不明；下輩是Brass Eagle。
依諾雅／Rubber Dresser（橡皮穿著者）（Inoa／Rubber Dresser）
Faceless軍團的成員，舊Colorless軍團的創建者之一，本人的對戰虛擬角色尚未公開。
哥德蘿莉風戴著眼罩的少女。老家是賣菜的店舖，她正式的工作是設計師。
對戰虛擬角色是由橡皮做成的人型角色，操縱沿著背骨伸出的很多扁麵條狀的橡皮帶進行戰鬥。強韌的橡皮帶富有彈性，必殺技「橡皮貝殼（Rubber Shell）」可以阻擋大部分的物理攻擊。虛擬角色的防禦力優秀，但是怕火而且缺乏攻擊力。
上輩不明。
利客／Pulp Bug（紙漿之蟲）（Leak／Pulp Bug）
Faceless軍團的成員，舊Colorless軍團的創建者之一，本人的對戰虛擬角色尚未出場。
戴著窄邊帽和太陽眼鏡，下巴留著短鬍子的男子。在成員中算是有比較建全的判斷力，也許是因這樣成員中的女孩子們對待他的態度有點隨意。正式的工作是佛寺的僧人。
對戰虛擬角色像是紙摺成的巨大昆蟲，因為這個外型，Monarch把他暱稱為「紙螳螂」。過去是Monarch的心腹，也是軍團裡唯一知道可以讓已退場的超頻連線者復活的卡片「In Soul Copal」所在之處的人。
必殺技有可以把瓦楞紙自由地加工構築有利環境的「景觀工藝（Craft of Landscape）」和做出強韌紙盾的「積層硬紙板（Stratum Cardboard）」。
上輩不明。

#### 其他登場角色
千明宗彌／Glass Monarch（玻璃君主）（Chigira Souya／Glass Monarch）
千明千晶的哥哥，他景仰黑雪公主，告诉了千晶很多關於Black Lotus的故事，讓千晶十分仰慕她。由於長期在葛飾區的醫院治病，不幸在三年前病逝，去世前把Brain Burst複製給千晶。千晶直到進入加速世界時才看到哥哥留給她的訊息（遺言）。
對戰虛擬角色為Glass Monarch，裝備王冠、權杖、斗篷的人型虛擬角色，顏色是近於透明的藍色。有著十分爽快的紳士風格，常被稱作是純色七王之外的「第八名的王」。與Faceless的成員們為舊識關係。三年前是等級7。
必殺技有「Centurion（百夫長）」，可以利用周圍的物件做出總人數達100名的玻璃士兵，組成的兵種有劍兵、槍兵、弓兵、盾兵和侍衛五種，士兵可以在戰鬥中升級，滿級是18級，一隻18級的士兵就具有近似於巨獸級公敵的戰鬥能力，因此必殺技而有了「Solitary Legion（孤獨軍團）」的稱號。另一個必殺技是一次對戰或登入期間只能使用一次的「Castling（入堡）」，可以和事先標記好的士兵互換位置。
Colorless軍團的團長，他在去世前把Colorless的夥伴們收集來的大量超頻點數和復活卡「In Soul Copal」放在加速世界中的水戶藝術館迷宮最深處，由百夫長的士兵們把守，並託給昔日戰友Bosporus Fog，請Fog聯絡Black Lotus來攻略。他打算把整個Colorless軍團託付給Lotus，但因Lotus的失蹤，一直沒連絡上。最後由千晶、喜代美和蒼燈武裝團・改三組人馬合作攻略成功，在最深處找到他遺留下來的虛擬角色，並聽取了他原先預錄給Lotus的留言，其虚拟角色仍然存在是因为其神经连结装置在去世前叮嘱管家在其死后仍然要保持开启。
上輩不明；下輩是Aluminum Valkyrie。
Maroon Balloon（栗紫紅氣球）
Orange Raptor的舊識，跟Raptor一樣開朗愛開玩笑因此趣味相投。過去曾和Glass Monarch有過對戰經驗，千晶她們為了詢問Monarch的事情而與其接觸。
外觀是全身被汽球覆蓋的虛擬角色，這些氣球對物理攻擊具有抗性卻很怕火焰和高熱，因屬性的關係對上Raptor是敗多勝少。必殺技為放出無數氣球的「愉快風暴（Happy Storm）」、能承受一噸重的物理攻擊的「愉快之繭（Happy Cocoon）」、以及沒能使出來的「愉快隧道（Happy Tunnel）」。
Bosporus Fog（博斯普魯斯迷霧）
前黃之軍團的幹部，帶領著Pine和Hider，他們稱他為老闆（Boss）。注重外觀勝於實質的性格，在遊戲中常常把重點放在要扮演的形象上。人質作戰時為了製造氣氛還特別準備了根本不會影響角色數值的魔王風格裝備。
與Glass Monarch是以拳相交的戰友，受Monarch之託守護Monarch在水戶藝術館迷宮留下的遺產及邀請Black Lotus來攻略，只是之後Monarch和Lotus都連絡不上，只好一直看守著。
對於想要探尋遺產的千晶她們抱持警戒，囚禁了Alice和Eagle做為人質，脅迫千晶她們帶著Monarch或跟Monarch有關的情報前往迷宮集合，不得要領之後又脅迫她們攻略迷宮以找尋關於Monarch的線索。
對戰虛擬角色是長著兩雙手臂的男性型，平常穿著中世紀貴族的服裝，會因應狀況變裝。必殺技有像是電系攻擊的「Bessel（巴賽爾）」和放出阻礙視線的濃霧的「Sanctify（聖潔化）」。
Pineapple Sheep（鳳梨綿羊）
等級7的超頻連線者，暱稱是「Pine」。與Monarch是舊識關係，曾向千晶提供Monarch有關的情報。講話是紳士的口吻，卻在他稱為「Boss」的Fog指示之下，暗地裡策劃著不為人知的陰謀。
對戰虛擬角色是有著鮮黃色的裝甲，從上臂到背後包覆著松毬狀鱗片的公羊造型的大型男性型虛擬角色。雖然在色相環上是屬於間接色系，有著用覆蓋至前臂的鱗片保護全身的「遮斷痛苦（Cut Pain）」以及以鱗片包覆拳頭從極近距離放出的上勾拳「針葉樹拳（Conifer Punch）」，因此擅長於近戰。
Nocturne Hider（夜之隱藏者）
Fog的部下，也許是因個性畏縮的緣故，總是躲藏在別人的影子下面行動。
暗色的裝甲上罩著破布，臉上有六隻眼睛的對戰虛擬角色。就如他的名字所示，有操縱黑暗的能力，可以長時間潛伏在影子裡。
繪那／Ivy Capture（常春藤捕獲者）（Ena／Ivy Capture）
私立清美女子學院高中部學生。曾是演武研的社員，也曾是超頻連線者。優子常戴的熊頭罩就是她製作的。
曾與優子她們一起進行活動，但在某天卻自行把Brain Burst反安裝，因此喪失了關於優子和胡桃的記憶，也無法得知她為什麼反安裝。
經過千晶她們的努力，使用了「In Soul Copal」而取回了封印著對戰虛擬角色的透明結晶石，不過之後還需要繼續尋找從中取出虛擬角色的方法。
對戰虛擬角色是Ivy Capture，身上長著綠葉的綠色女性型虛擬角色。

### 劇場版「Infinite Burst」登場人物
月折里沙／Nitride Unica（氮化物雪豹）（Tsukiori Risa／Nitride Unica，聲：赤崎千夏（日本））
新作動畫《Infinite Burst》登場人物，劇場入場特典小說《躍向無限》和動畫特典小說《回歸永遠》的主角。
十五歲，千歲烏山的中高一貫私立太子堂中學校國中部三年級生，女子體操社社員，也獲得指定為青少年強化體操選手，專業項目是跳馬。從小時候看到羅馬尼亞選手米海拉·拉科維澤（Mihaela Racoviţă）的表演之後，就立志總有一天自己也要完成這個動作。
對戰虛擬角色是Nitride Unica，等級六。必殺技為變化成「野獸模式」的「變形」及把身體縮成球形垂直旋轉撞擊敵人的「垂直猛投（Vertical Hurling）」。至於獎勵選向，除了等級四的變形之外，不選必殺技和強化外裝，直接都選「運動性能強化」，這點與春雪的Silver Crow方向性幾乎一致。
由于體操比賽意外事故而頭部腦震盪，但在落地受伤前通过Brain Burst使意识停留在无限制中立空间，由于身体受伤并且没能完成比赛，感到十分沮丧而流泪唤醒了代代木公园的四圣倪克斯，倪克斯依照她的愿望发动效果试图使整个加速世界陷入睡眠。最终被春雪说服，倪克斯解除了其发动效果。其本人伤癒醒来后接受春雪等人的探访。
因想要再見倪克斯一面，請好友望未、Comet Squeaker與春雪、黑雪公主和謠他們幫忙，最後為了救即將消失的倪克斯而和她融合。
稻館望未／Mimosa Bongo（含羞草羚羊）（Inadate Nozomi／Mimosa Bongo）
十六歲，高中一年級，里沙所屬的女子體操社的學姊，也是里沙的「上輩」。性格開朗而直爽，常替有鑽牛角尖傾向的里沙擔心。
對戰虛擬角色是Mimosa Bongo，等級六。必殺技是使用兩支角攻擊的「尖角衝鋒（Angular Charge）」。
Comet Squeaker（彗星雛鳥）
里沙和望未的朋友，長城的成員，等級六。裝備了巨大玩具響槌的魔法少女型對戰虛擬角色。必殺技是高速旋轉大槌的「迴旋打擊者（Spinning striker）」。
包瑞利（Borrelly）
Comet升到等級六時所獲得像松鼠又像猴子又像兔子一樣靈活的小動物。原本是左肩膀上的裝飾，不過根據升級獎勵－『自選部件進化Ⅰ』而活性化所變成的自律零件，特徵是語尾附有「りゅ」叫聲。主要負責人員偵察和談天說地。
Teal Poacher（鴨綠密獵者）
加速世界最大的公敵狩獵專門軍團「阿爾戈斯（Argos）狩獵團」的軍團長，在動畫特典小說《回歸永遠》中，帶領二十多名團員進攻長期處於封印狀態的代代木地下迷宮，在王之房間遭遇去找倪克斯的月折里沙（Nitride Unica）一行人，兩方不久發生戰鬥，結果連同在場的六名團員一起被倪克斯用「黑雲」石化。

## 出版書籍

### 輕小說
| 集數 | 日文標題 | 繁體版譯名                | 簡體版譯名             | 网络译名                     | 出版資訊                              | 出版資訊                                                                                 | 出版資訊                              | 內含短篇                                             |
| ---- | -------- | ------------------------- | ---------------------- | ---------------------------- | ------------------------------------- | ---------------------------------------------------------------------------------------- | ------------------------------------- | ---------------------------------------------------- |
| 1    |          | 加速世界1 黑雪公主再臨    | 加速世界1 黑雪公主再臨 | 加速世界1 黑雪姬的归来       | 2009年2月10日 ISBN 978-4-04-867517-8  | 2009年8月12日 ISBN 978-986-237-218-0                                                     | 2011年11月20日 ISBN 978-7-5356-4826-6 |                                                      |
| 2    |          | 加速世界2 紅色暴風公主    | 加速世界2 紅色暴風公主 | 加速世界2 红之暴风姬         | 2009年6月10日 ISBN 978-4-04-867843-8  | 2009年12月9日 ISBN 978-986-237-398-9                                                     | 2011年12月5日 ISBN 978-7-5356-4852-5  |                                                      |
| 3    |          | 加速世界3 暮色掠奪者      | 加速世界3 暮色掠奪者   | 加速世界3 薄暮之掠夺者       | 2009年10月10日 ISBN 978-4-04-868070-7 | 2010年6月30日 ISBN 978-986-237-717-8                                                     | 2012年1月5日 ISBN 978-7-5356-4960-7   |                                                      |
| 4    |          | 加速世界4 飛向蒼穹        | 加速世界4 飛向蒼穹     | 加速世界4 翱翔苍穹           | 2010年2月10日 ISBN 978-4-04-868327-2  | 2010年8月17日 ISBN 978-986-237-780-2                                                     | 2012年2月20日 ISBN 978-7-5356-5071-9  |                                                      |
| 5    |          | 加速世界5 星影浮橋        | 加速世界5 星影浮橋     | 加速世界5 星影的浮桥         | 2010年6月10日 ISBN 978-4-04-868593-1  | 2010年12月1日 ISBN 978-986-237-917-2                                                     | 2012年3月20日 ISBN 978-7-5356-5172-3  |                                                      |
| 6    |          | 加速世界6 淨火神子        | 加速世界6 淨火神子     | 加速世界6 净火之神子         | 2010年10月10日 ISBN 978-4-04-868969-4 | 2011年3月18日 ISBN 978-986-287-010-5                                                     | 2012年5月5日 ISBN 978-7-5356-5288-1   |                                                      |
| 7    |          | 加速世界7 災禍之鎧        | 加速世界7 災禍之鎧     | 加速世界7 灾祸之铠           | 2011年2月10日 ISBN 978-4-04-870276-8  | 2011年8月11日 ISBN 978-986-287-292-5                                                     | 2012年7月5日 ISBN 978-7-5356-5412-0   |                                                      |
| 8    |          | 加速世界8 命運雙星        | 加速世界8 命運雙星     | 加速世界8 命运的连星         | 2011年6月10日 ISBN 978-4-04-870550-9  | 2011年12月24日 ISBN 978-986-287-484-4                                                    | 2012年8月5日 ISBN 978-7-5356-5480-9   |                                                      |
| 9    |          | 加速世界9 七千年的祈禱    | 加速世界9 七千年的祈禱 | 加速世界9 七千年的祈愿       | 2011年10月10日 ISBN 978-4-04-870954-5 | 2012年6月7日 ISBN 978-986-287-704-3                                                      | 2012年10月5日 ISBN 978-7-5356-5634-6  |                                                      |
| 10   |          | 加速世界10 Elements       | 加速世界10 Elements    | 加速世界10 元素              | 2011年12月10日 ISBN 978-4-04-886241-7 | 2012年9月13日 ISBN 978-986-287-928-3                                                     | 2012年12月20日 ISBN 978-7-5356-5813-5 | 《遠日的水聲（）》 《天邊的海潮聲（）》 《對戰（）》 |
| 11   |          | 加速世界11 絕硬之狼       | 加速世界11 超硬之狼    | 加速世界11 超硬之狼&空色之翼 | 2012年4月10日 ISBN 978-4-04-886521-0  | 2012年11月16日 ISBN 978-986-325-023-4                                                    | 2013年3月5日 ISBN 978-7-5356-6036-7   |                                                      |
| 12   |          | 加速世界12 紅色徽章       | 加速世界12 紅色徽章    | 加速世界12 赤之纹章          | 2012年8月10日 ISBN 978-4-04-886795-5  | 2013年3月15日 ISBN 978-986-325-237-5                                                     | 2013年5月20日 ISBN 978-7-5356-6206-4  | 《天藍色的翅膀（）》                                 |
| 13   |          | 加速世界13 灘頭的號砲     | 加速世界13 水際烽火    | 加速世界13 水岸的号火        | 2013年2月10日 ISBN 978-4-04-891330-0  | 2013年8月15日 ISBN 978-986-325-536-9                                                     | 2013年8月5日 ISBN 978-7-5356-6311-5   |                                                      |
| 14   |          | 加速世界14 的大天使       |                        | 加速世界14 激光的大天使      | 2013年6月7日 ISBN 978-4-04-891608-0   | 2013年12月21日 ISBN 978-986-325-699-1                                                    |                                       |                                                      |
| 15   |          | 加速世界15 結束與開始     |                        | 加速世界15 终结与开始        | 2013年10月10日 ISBN 978-4-04-866005-1 | 2014年5月21日 ISBN 978-986-325-937-4                                                     |                                       |                                                      |
| 16   |          | 加速世界16 白雪公主的假寐 |                        | 加速世界16 白雪姬的微睡      | 2014年2月8日 ISBN 978-4-04-866320-5   | 2014年10月30日 ISBN 978-986-366-175-7                                                    |                                       |                                                      |
| 17   |          | 加速世界17 星之搖籃       |                        | 加速世界17 星之摇篮          | 2014年10月10日 ISBN 978-4-04-866936-8 | 2015年6月17日 ISBN 978-986-366-535-9                                                     |                                       | 《黑色雙劍、銀色雙翼（）》                           |
| 18   |          | 加速世界18 黑衣雙劍士     |                        | 加速世界18 黑之双剑士        | 2015年6月10日 ISBN 978-4-04-865189-9  | 2016年4月28日 ISBN 978-986-473-036-0                                                     |                                       | 《紅焰的軌跡（）》                                   |
| 19   |          | 加速世界19 黑暗星雲的引力 |                        | 加速世界19 黑暗星云的引力    | 2015年10月10日 ISBN 978-4-04-865438-8 | 2016年8月11日（限定版） EAN 4712961072496 2016年8月29日（普通版） ISBN 978-986-473-199-2 |                                       |                                                      |
| 20   |          | 加速世界20 白與黑的相剋   |                        | 加速世界20 黑白相克          | 2016年6月10日 ISBN 978-4-04-892115-2  | 2017年3月16日 ISBN 978-986-473-588-4                                                     |                                       |                                                      |
| 21   |          | 加速世界21 冰雪妖精       |                        | 加速世界21 雪之妖精          | 2016年12月10日 ISBN 978-4-04-892390-3 | 2017年8月10日 ISBN 978-986-473-792-5                                                     |                                       |                                                      |
| 22   |          | 加速世界22 絕焰太陽神     |                        | 加速世界22 绝焰的太阳神      | 2017年11月10日 ISBN 978-4-04-893465-7 | 2018年8月16日 ISBN 978-957-564-289-1                                                     |                                       |                                                      |
| 23   |          | 加速世界23 黑雪公主的告解 |                        | 加速世界23 黑雪姬的表白      | 2018年9月7日 ISBN 978-4-04-893917-1   | 2019年5月15日 ISBN 978-957-564-912-8                                                     |                                       |                                                      |
| 24   |          | 加速世界24 青華劍仙       |                        | 加速世界24 青華的劍仙        | 2019年8月10日 ISBN 978-4-04-912676-1  | 2020年9月16日 ISBN 978-957-743-956-7（普通版） EAN 4713510136652（特装版）               |                                       |                                                      |
| 25   |          | 加速世界25 末日巨神       |                        | 加速世界25 終末的巨神        | 2020年9月10日 ISBN 978-4-04-913440-7  | 2021年9月6日 ISBN 978-986-524-767-6                                                      |                                       |                                                      |
| 26   |          | 加速世界26 裂天征服者     |                        | 加速世界26 裂天的征服者      | 2022年3月10日 ISBN 978-4-04-914133-7  | 2022年10月11日 ISBN 978-626-321-850-5                                                    |                                       |                                                      |
| 27   |          | 加速世界27 第四個加速     |                        | 加速世界27 第四的加速        | 2024年03月08日 ISBN 978-4-04-915389-7 | 2024年8月21日 ISBN 978-626-400-355-1                                                     |                                       | 《躍向無限（）》                                     |
| 28   |          | 加速世界28 夜之女神（暫） |                        | 加速世界28 黑夜女神          | 2025年8月8日 ISBN 978-4-04-916467-1   |                                                                                          |                                       |                                                      |

### 短篇小說
電擊文庫MAGAZINE（ASCII Media Works發行）連載作品
- 《對戰》 ：電擊文庫MAGAZINE Vol.13（2010年5月號，小說第十卷收錄）
- 《遠日的水聲》： 電擊文庫MAGAZINE Vol.20（2011年7月號，小說第十卷收錄）
- 《天藍色的翅膀》： 電擊文庫MAGAZINE Vol.25附錄（2012年5月號，小說第十二卷收錄）

動畫特典小說
- ；動畫初回限定版第一卷特典（2012年7月25日，小說第十七卷收錄）。
- ；動畫初回限定版第八卷特典（2013年2月27日，小說第十八卷收錄）。
- ；新作動畫劇場入場特典（2016年7月23日，小說第二十七卷收錄）。
- ；新作動畫特裝版特典（2016年9月28日）。

### 漫畫
加速世界
作者：合鴨ひろゆき
出版社：ASCII Media Works
加速世界漫畫版於《電擊文庫MAGAZINE》2010年5月號開始連載，由電擊Comics集冊發售。中文版由台灣角川代理。8卷完結。
| 集數             | 日本          | 日本                   | 臺灣 香港      | 臺灣 香港              |
| 集數             | 發售日期      | ISBN                   | 發售日期       | ISBN                   |
| ---------------- | ------------- | ---------------------- | -------------- | ---------------------- |
| 1                | 2011年7月27日 | ISBN 978-4-04-870630-8 | 2012年8月15日  | ISBN 978-986-287-867-5 |
| 2                | 2011年7月27日 | ISBN 978-4-04-870634-6 | 2012年11月16日 | ISBN 978-986-325-038-8 |
| 附人偶的特裝版 3 | 2012年8月10日 | ISBN 978-4-04-886444-2 |                |                        |
| 3                | 2012年8月27日 | ISBN 978-4-04-886421-3 | 2013年2月16日  | ISBN 978-986-325-213-9 |
| 4                | 2013年2月27日 | ISBN 978-4-04-891398-0 | 2014年1月9日   | ISBN 978-986-325-729-5 |
| 5                | 2014年2月27日 | ISBN 978-4-04-866389-2 | 2014年9月11日  | ISBN 978-986-366-148-1 |
| 6                | 2015年2月27日 | ISBN 978-4-04-869286-1 | 2015年10月24日 | ISBN 978-986-366-730-8 |
| 7                | 2016年7月27日 | ISBN 978-4-04-892107-7 | 2017年11月9日  | ISBN 978-986-473-985-1 |
| 8                | 2017年7月27日 | ISBN 978-4-04-893296-7 | 2018年8月23日  | ISBN 978-957-564-398-0 |
小加速世界
作者：あかりりゅりゅ羽
出版社：ASCII Media Works
於《電擊文庫MAGAZINE》2010年5月號開始連載，由電擊Comics集冊發售。中文版由台灣角川代理。
Q版加速世界為四格漫畫，故事內容與本篇沒有直接關連。5卷完結。
| 集數 | 日本           | 日本                   | 臺灣 香港      | 臺灣 香港              |
| 集數 | 發售日期       | ISBN                   | 發售日期       | ISBN                   |
| ---- | -------------- | ---------------------- | -------------- | ---------------------- |
| 1    | 2011年7月27日  | ISBN 978-4-04-870619-3 | 2012年7月27日  | ISBN 978-986-287-761-6 |
| 2    | 2012年8月27日  | ISBN 978-4-04-886808-2 | 2013年7月4日   | ISBN 978-986-325-418-8 |
| 3    | 2013年10月26日 | ISBN 978-4-04-866082-2 | 2014年8月14日  | ISBN 978-986-366-097-2 |
| 4    | 2015年3月27日  | ISBN 978-4-04-869342-4 | 2015年11月11日 | ISBN 978-986-366-821-3 |
| 5    | 2016年7月27日  | ISBN 978-4-04-892108-4 | 2017年12月17日 | ISBN 978-957-853-152-9 |
加速世界外傳 魔女的遊園（Accel World／Dueler Magisa Garden）
原案：川原礫；作畫：笹倉綾人
出版社：ASCII Media Works
於月刊Comic電擊大王2012年3月號開始連載，由電擊Comics集冊發售。中文版由台灣角川代理於2015年1月開始發行。8卷完結。
| 集數 | 日本          | 日本                   | 臺灣 香港     | 臺灣 香港              | 封面角色                   |
| 集數 | 發售日期      | ISBN                   | 發售日期      | ISBN                   | 封面角色                   |
| ---- | ------------- | ---------------------- | ------------- | ---------------------- | -------------------------- |
| 1    | 2012年8月27日 | ISBN 978-4-04-886934-8 | 2015年1月8日  | ISBN 978-986-366-288-4 | 千明千晶 Aluminum Valkyrie |
| 2    | 2013年4月27日 | ISBN 978-4-04-891617-2 | 2015年7月16日 | ISBN 978-986-366-619-6 | 莉莉亞·烏莎喬瓦 Iris Alice |
| 3    | 2014年1月27日 | ISBN 978-4-04-866238-3 | 2015年12月5日 | ISBN 978-986-366-768-1 | 祝優子 Orange Raptor       |
| 4    | 2014年9月27日 | ISBN 978-4-04-866839-2 | 2016年1月14日 | ISBN 978-986-366-921-0 | 來摩胡桃 Violet Dancer     |
| 5    | 2015年5月27日 | ISBN 978-4-04-865110-3 | 2016年7月13日 | ISBN 978-986-473-215-9 | 郡山喜代美 Pyrite Jabber   |
| 6    | 2016年1月27日 | ISBN 978-4-04-865650-4 | 2018年7月5日  | ISBN 978-957-564-334-8 | 鷲塚範子 Brass Eagle       |
| 7    | 2016年9月27日 | ISBN 978-4-04-892295-1 | 2018年7月5日  | ISBN 978-957-564-335-5 | 千明宗彌 Glass Monarch     |
| 8    | 2017年8月26日 | ISBN 978-4-04-893241-7 | 2018年7月5日  | ISBN 978-957-564-336-2 | 繪那 Ivy Capture           |
加速世界公式趣味四格漫畫集（暫譯）
出版社：ASCII Media Works
2012年10月27日由電擊Comics發售，國際書碼：ISBN 978-4-04-891109-2。

### 其他
加速世界 -銀翼的覺醒- 遊戲攻略資料集
2012年9月29日由電擊PlayStation編輯部發行，國際書碼：ISBN 978-4-04-886920-1。
加速世界 -加速的頂點- 遊戲攻略資料集
2013年2月23日由電擊PlayStation編輯部發行，國際書碼：ISBN 978-4-04-891440-6。
動畫『加速世界』總全集
2016年7月29日由電擊文庫編輯部發行，國際書碼：ISBN　978-4-04-892306-4

## 電視動畫

《加速世界》DVD1 封面

第一期动画與動畫《刀劍神域》同為ASCII Media Works20週年紀念作品，於2012年4月6日起播放，全24話。角色設計與動畫指導由愛敬由紀子負責、日昇動畫擔任動畫製作等，2011年到2012年播出的《境界線上的地平線》的製作人員多數加入。3DCG是由Orange動畫製作公司負責。

### 製作人員
- 原作：川原礫
- 原作插畫：HIMA
- 監督：小原正和
- 系列構成：吉野弘幸
- 角色設計、動畫指導：愛敬由紀子
- 對戰Avatar設計、動作監督：椛島洋介
- 機械設計：大河廣行、沙倉拓實、神宮司訓之、山根理宏
- 場景設計：青木智由紀、
- 主動畫師：田畑壽之、阿部望
- 美術監督：池信孝、二嶋隆文
- CG製作人：井野元英二
- 色彩設計：橫山佐代子
- 攝影監督：佐藤敦
- 剪接：今井大介
- 音響監督：鶴岡陽太
- 音樂：onoken、MintJam、大嶋啟之
- 音樂製作：華納家庭影音娛樂、Music Brains
- 片頭曲製作：Flying Dog
- 製作人：大澤信博（GENCO）、中山信宏（華納家庭影音娛樂）、三木一馬（ASCII Media Works）、平山理志（日昇動畫）
- 製作統籌：GENCO
- 動畫製作：日昇動畫
- 製作：AW Project（華納家庭影音娛樂、ASCII Media Works、南夢宮萬代、日昇動畫、GENCO）

### 主題曲
第一期
片頭曲
《Chase the world》（第2～13話、OVA第1話）
作詞：井上秋緒，作曲、編曲：淺倉大介，主唱：May'n
第1話作為片尾曲使用。
《Burst The Gravity》（第14～23話、OVA第2話）
作詞：黑崎真音、motsu，作曲、編曲：八木沼悟志，主唱：ALTIMA
片尾曲
《→unfinished→》（第2～13話、OVA第1話）
作詞、主唱：KOTOKO，作曲、編曲：八木沼悟志
《（unite／結合）》（第14～24話、OVA第2話）
作詞：分島花音，作曲：takuya，編曲：千葉"naotyu-"直樹，主唱：三澤紗千香

### 與原作的主要差異點
- 既有的虛擬角色經過更仔細的設計。
- 故事情節發展完全依照時間的順序進行，原作第10卷短篇《遠日的水聲》與《天邊的海潮聲》也被加入動畫劇情中（前者在漫畫版中亦同）。特別是《遠日的水聲》所在的第六話和第七話，穿插了在原作中出現過的春雪觀點的劇情，另外也追加了描述拓武罪惡感的情節，明確地交代了拓武轉校到梅鄉國中的經過。
- 仁子追蹤Cherry Rook行蹤的方法原作中並沒有提到，動畫版則是透過由Pard騎著摩托車去追蹤，並定期傳送相關信息給仁子的方式來得知Cherry的行蹤。
- 第一次七王會議改成由Ivory Tower代表參加。
- 在原作中存在但只略為提及的NerveGear（和本作同一作者的《刀劍神域》中登場的裝置）的名稱與圖像在動畫中出現。
- Sulfur Pot屬於加速研究社這件事，原作中僅在第11卷彩頁後面的「各軍團虛擬角色名單」提及，動畫版加入了黑雪公主向Black Vise質問關於Sulfur Pot的劇情。
- 關於超頻連線者失去Brain Burst之後的結果，原作中原是春雪、黑雪公主和拓武三人一起討論，動畫版再加入了仁子和Pard，一起做更詳細的說明。
- 第24話動畫版增加了春雪去高圓寺車站迎接剛從沖繩回來的黑雪公主的劇情。
- 第24話（最終話）的結尾，除了動畫中已經登場的現實世界人物角色以外，在動畫版還沒登場的謠與綸[註 29]也各出現了一個鏡頭。

### 各話標題
| 話數 | 日文標題 | 中文標題             | 劇本     | 分鏡              | 演出     | 作畫監督                     | 機械作畫監督                                               | 總作畫監督                          | 改编                           |
| ---- | -------- | -------------------- | -------- | ----------------- | -------- | ---------------------------- | ---------------------------------------------------------- | ----------------------------------- | ------------------------------ |
| #01  |          | Acceleration；加速   | 吉野弘幸 | 小原正和          | 森邦宏   | 田畑壽之 江上夏樹            | 椛島洋介                                                   | 愛敬由紀子                          | 第1卷                          |
| #02  |          | Transformation；變形 | 吉野弘幸 | 小原正和 京極尚彥 | 京極尚彥 | 服部憲知                     | 椛島洋介                                                   | 愛敬由紀子                          | 第1卷                          |
| #03  |          | Investigation；探索  | 吉野弘幸 | 松井仁之          | 佐藤真人 | 宍戶久美子 龜谷響子          | 不適用                                                     | 小川繪理 愛敬由紀子                 | 第1卷                          |
| #04  |          | Declaration；告白    | 吉野弘幸 | 持丸孝行          | 間島崇寬 | 德田夢之介                   | 不適用                                                     | 小川繪理 愛敬由紀子                 | 第1卷                          |
| #05  |          | Aviation；飛翔       | 吉野弘幸 | 小原正和 京極尚彥 | 博史池畠 | 今岡大                       | 山根理宏                                                   | 愛敬由紀子                          | 第1卷                          |
| #06  |          | Retribution；報應    | 花田十輝 | 熊澤祐嗣          | 飛田剛   | 大塚亨                       | 青山正宣                                                   | 小川繪理 愛敬由紀子                 | 第10卷 《遠日的水聲》          |
| #07  |          | Restoration；修復    | 花田十輝 | 京極尚彥          | 下司泰弘 | 日向正樹                     | 不適用                                                     | 愛敬由紀子                          | 第10卷 《遠日的水聲》 部分原創 |
| #08  |          | Temptation；誘惑     | 橫谷昌宏 | 森邦宏            | 橋本裕之 | 宮下雄次                     | 椛島洋介                                                   | 愛敬由紀子                          | 第2卷                          |
| #09  |          | Escalation；激化     | 橫谷昌宏 | 市村徹夫          | 飛田剛   | 宍戶久美子 龜谷響子 小川浩史 | 青山正宣                                                   | 小川繪理 吉田南 愛敬由紀子          | 第2卷                          |
| #10  |          | Activation；出擊     | 木村暢   | 佐藤真人          | 佐藤真人 | 石堂伸晴                     | 青山正宣                                                   | 小川繪理 愛敬由紀子                 | 第2卷                          |
| #11  |          | Obligation；宿命     | 木村暢   | 博史池畠          | 博史池畠 | 佐佐木貴宏                   | 才木康寬                                                   | 愛敬由紀子                          | 第2卷                          |
| #12  |          | Absolution；赦免     | 吉野弘幸 | 京極尚彥          | 阿宮正和 | 松原一之                     | 德田大貴                                                   | 愛敬由紀子                          | 第2卷                          |
| #13  |          | Violation；侵入      | 花田十輝 | 所智一            | 所智一   | 小谷杏子 大塚亨              | 都竹隆治                                                   | 小川繪理 愛敬由紀子                 | 第3卷                          |
| #14  |          | Arrestation；策略    | 橫谷昌宏 | 持丸孝行          | 飛田剛   |                              | 椛島洋介                                                   | 田畑壽之 小川繪理 柳伸亮 愛敬由紀子 | 第3卷                          |
| #15  |          | Destruction；崩壞    | 木村暢   | 博史池畠          | 三宅和男 | 今岡大                       | 山根理宏                                                   | 愛敬由紀子                          | 第3卷                          |
| #16  |          | Imagination；心意    | 吉野弘幸 | 大橋譽志光        | 下司泰弘 | 日向正樹                     | 不適用                                                     | 愛敬由紀子                          | 第3卷                          |
| #17  |          | Fragmentation；分裂  | 木村暢   | 京極尚彥          | 博史池畠 | 宮下雄次                     | 奧野浩行、才木康寬 德田大貴、椛島洋介                      | 愛敬由紀子                          | 第3卷                          |
| #18  |          | Invitation；挑戰     | 吉野弘幸 | 佐藤真人          | 佐藤真人 | 石堂伸晴                     | 原平子                                                     | 小川繪理 愛敬由紀子                 | 第10卷 《天邊的海潮聲》        |
| #19  |          | Revolution；變遷     | 吉野弘幸 | 森邦宏            | 森邦宏   | 日下兼彰                     | 宇佐美皓一、椛島洋介 黑田結花、德田大貴 中澤勇一、松原一之 | 愛敬由紀子                          | 第10卷 《天邊的海潮聲》        |
| #20  |          | Domination；支配     | 花田十輝 | 所智一            | 所智一   | 小谷杏子 龜谷響子            | 都竹隆治                                                   | 小川繪理 大塚亨 柳伸亮 愛敬由紀子   | 第4卷                          |
| #21  |          | Insurrection；反擊   | 横谷昌宏 | 福田道生          | 飛田剛   | 服部憲知                     | 黑田結花、中澤勇一                                         | 小川繪理 愛敬由紀子                 | 第4卷                          |
| #22  |          | Determination；決心  | 吉野弘幸 | 博史池畠          | 下司泰弘 | 日向正樹                     | 加藤洋人                                                   | 愛敬由紀子                          | 第4卷                          |
| #23  |          | Consolidation；牽絆  | 吉野弘幸 | 博史池畠          | 博史池畠 | 田畑嘉之                     | 山根理宏、德田大貴                                         | 愛敬由紀子                          | 第4卷                          |
| #24  |          | Reincarnation；再生  | 吉野弘幸 | 小原正和          | 三宅和男 | 石橋有希子 今岡大 野口孝行   | 椛島洋介、黑田結花                                         | 愛敬由紀子                          | 第4卷                          |

### 播放電視台

#### 日本国内
除網絡配信外，日本播放電視台與同一作者的動畫作品《刀劍神域》相同。
 日本深夜動畫：下文記載的日本国内播放時間使用日本標準時間（UTC+9）表示。因為部分時間标识會採用30小时制，因此請留意这类超过24:00的时间，其實際播放時間為翌日清晨。
| 播放地區   | 播放電視台        | 播放日期               | 播放時間                  | 所屬聯播網 | 備註              |
| ---------- | ----------------- | ---------------------- | ------------------------- | ---------- | ----------------- |
| 東京都     | TOKYO MX          | 2012年4月6日－9月21日  | 星期五 24時30分－25時00分 | 獨立UHF局  |                   |
| 埼玉縣     | 埼玉電視台        | 2012年4月6日－9月21日  | 星期五 25時00分－25時30分 | 獨立UHF局  |                   |
| 千葉縣     | 千葉電視台        | 2012年4月7日－9月22日  | 星期六 25時00分－25時30分 | 獨立UHF局  |                   |
| 神奈川縣   | 神奈川電視台      | 2012年4月7日－9月22日  | 星期六 25時30分－26時00分 | 獨立UHF局  |                   |
| 愛知縣     | 愛知電視台        | 2012年4月7日－9月22日  | 星期六 26時20分－26時50分 | 東京電視網 |                   |
| 近畿廣域圈 | 每日放送          | 2012年4月7日－9月22日  | 星期六 26時58分－27時28分 | 日本新聞網 | Anime Shower第3部 |
| 日本全國   | AT-X              | 2012年4月8日－9月23日  | 星期日 23時00分－23時30分 | 衛星電視   | 有重播            |
| 北海道     | 北海道放送        | 2012年4月9日－9月24日  | 星期一 25時56分－26時26分 | 日本新聞網 |                   |
| 福岡縣     | RKB每日放送       | 2012年4月9日－9月24日  | 星期一 26時25分－26時55分 | 日本新聞網 |                   |
| 日本全國   | Warner・On-demand | 2012年4月10日－9月25日 | 星期二 12時00分 更新      | 網絡電視   |                   |
| 日本全國   | 萬代頻道          | 2012年4月10日－9月25日 | 星期二 12時00分 更新      | 網絡電視   |                   |
| 日本全國   | NICONICO直播      | 2012年4月10日－9月25日 | 星期二 22時30分－23時00分 | 網絡電視   |                   |
| 日本全國   | NICONICO動畫      | 2012年4月10日－9月25日 | 星期二 23時00分 更新      | 網絡電視   |                   |
| 日本全國   | PlayStation Store | 2012年4月11日－9月26日 | 星期三 17時00分 更新      | 網絡電視   |                   |
| 日本全國   | BS11              | 2012年4月13日－9月28日 | 星期五 24時30分－25時00分 | 衛星電視   | ANIME+節目        |
| 栃木縣     | 栃木電視台        | 2012年4月18日－9月26日 | 星期三 23時30分－24時00分 | 獨立UHF局  |                   |
| 群馬縣     | 群馬電視台        | 2012年4月18日－9月26日 | 星期三 24時30分－25時00分 | 獨立UHF局  |                   |
| 日本全國   | Kids Station      | 2012年4月20日－10月5日 | 星期五 24時00分－24時30分 | 衛星電視   | 有重播            |

#### 日本国外
- 香港

于2012年10月23日－11月23日，星期一至五的18時25分－19時00分，在J2首播，第二天8時30分重播。首播为剪辑版本，重播時則為刪剪比較少的版本，但鑑於播放時段尺度問題，仍有若干刪剪。後來於2014年12月22日－2015年2月5日，在J2深夜時段，星期一至四的24時35分至25時05分，作出盡量少刪剪的版本，與2012年版本相比，有部份對白被修正。
- 台湾

于2013年8月4日开始，星期六、日的22時00分－23時00分，在i-Fun動漫台首播。
另Animax于2013年7月11日－8月13日和2013年8月8日－8月31日，分别在香港、台湾分日起时段播送。
曾終止代理,2020年6月重新代理,于2020年6月20日起在巴哈姆特動畫瘋(日語),及21日起在木棉花Youtube頻道(中日雙語)上架
- 韩国

于2012年4月10日－9月25日，星期二 23时00分－23时30分，在ANIPLUS通过卫星及网络播放，附有韩文字幕。

### 動畫 BD / DVD

#### 日本
自2012年7月25日至2013年2月27日，華納家庭娛樂公司代理發行了BD初回生產限定版與通常版、DVD初回生產限定版與通常版等四種產品。日語配音，附英文字幕。限定版的特典是特典小說、HIMA描繪特典收藏盒、特典CD和特典說明小冊。限定版與通常版共通特典有聲音特典配音員講解和特典動畫《小加速世界》。
初回限定版第一卷及第八卷分別附贈了32頁銅板紙印刷的短篇小說（第一卷附；第八卷附）。初回限定版第二卷及第六卷分別附贈了HIMA描繪的1-4卷及5-8卷用的特典收藏盒。
| 卷          | 發售日         | 收錄話數                                       | 規格品號碼 | 規格品號碼 | 規格品號碼 | 規格品號碼 | 配音員講解（所在話數） | 特典CD |
| 卷          | 發售日         | 收錄話數                                       | BD初回版   | BD通常版   | DVD初回版  | DVD通常版  | 配音員講解（所在話數） | 特典CD |
| ----------- | -------------- | ---------------------------------------------- | ---------- | ---------- | ---------- | ---------- | ---------------------- | --- |
| 1           | 2012年7月25日  | 第1話 - 第3話                                  | 1000303035 | 1000303036 | 1000303033 | 1000303037 | （第1話）              | re acceleration BGM feat. |
| 2           | 2012年8月29日  | 第4話 - 第6話                                  | 1000303029 | 1000303030 | 1000303027 | 1000303031 | （第5話）              | re acceleration BGM feat.onoken |
| 3           | 2012年9月26日  | 第7話 - 第9話                                  | 1000303023 | 1000303024 | 1000303021 | 1000303025 | （第9話）              | re acceleration BGM feat.MintJam |
| 4           | 2012年10月24日 | 第10話 - 第12話                                | 1000303017 | 1000303018 | 1000303015 | 1000303019 | （第12話）             | re acceleration image song Re-incarnate                                                                                                |
| 5           | 2012年11月28日 | 第13話 - 第15話                                | 1000303011 | 1000303012 | 1000303009 | 1000303013 | （第13話）             | re acceleration image song sympathia                                                                                                   |
| 6           | 2012年12月26日 | 第16話 - 第18話                                | 1000303005 | 1000303006 | 1000303003 | 1000303007 | （第16話）             | re acceleration image song quest for genesis                                                                                           |
| 7           | 2013年1月30日  | 第19話 - 第21話                                | 1000302999 | 1000303000 | 1000302997 | 1000303001 | （第19話）             | re acceleration image song feat.yashikin                                                                                               |
| 8           | 2013年2月27日  | 第22話 - 第24話                                | 1000302993 | 1000302994 | 1000302991 | 1000302995 | （第24話）             | re acceleration image song Fadeless Memories                                                                                           |
| Blu-ray BOX | 2015年12月23日 | 第1話 - 第24話＋OVA兩話 特典動畫 第1話 - 第8話 | 1000586113 | 1000586114 |            |            | -                      | Accel World Original Soundtrack feat.大嶋啓之 Accel World Original Soundtrack feat.onoken Accel World Original Soundtrack feat.MintJam |

#### 中文版
自2013年3月4日至2013年9月4日，木棉花國際股份有限公司代理發行了中文版動畫BD。日語配音，附中文字幕。中文版的動畫BD不包含特典小說、特典CD、配音員講解，但有特典動畫《小加速世界》，第一卷附1-8卷用收藏盒。
| 卷 | 出版日期     | 收錄話數       | 國際條碼      |
| -- | ------------ | -------------- | ------------- |
| 1  | 2013年3月4日 | 第1話－第3話   | 4712926800348 |
| 2  | 2013年3月4日 | 第4話－第6話   | 4712926800355 |
| 3  | 2013年4月3日 | 第7話－第9話   | 4712926800362 |
| 4  | 2013年5月6日 | 第10話－第12話 | 4712926800379 |
| 5  | 2013年6月5日 | 第13話－第15話 | 4712926800386 |
| 6  | 2013年7月3日 | 第16話－第18話 | 4712926800393 |
| 7  | 2013年8月5日 | 第19話－第21話 | 4712926800409 |
| 8  | 2013年9月4日 | 第22話－第24話 | 4712926800416 |

#### 特典動畫
中日文版動畫各卷皆附有一話《小加速世界》。是把作畫的四格漫畫《小加速世界》動畫化的短篇動畫。將部分的角色以Q版呈現的搞笑作品。
製作人員
- 原作：川原礫+
- 監督、角色設計、演出、分鏡、作畫監督：山川吉樹
- 劇本：杉原研二
- 美術：
- 攝影：黑澤豐
- 編輯：坪根健太郎
- 音響監督：明田川仁
- 動畫製作統籌：松倉友二
- 製作：GENCO
- 動畫製作：J.C.STAFF

各話列表
| 話數 | 作畫     |
| ---- | -------- |
| 一   |          |
| 二   |          |
| 三   |          |
| 四   |          |
| 五   |          |
| 六   |          |
| 七   |          |
| 八   | 諸石康太 |

### 原聲帶CD
| 發售日        | 標題                                         | 規格品號碼 |
| ------------- | -------------------------------------------- | ---------- |
| 2012年7月25日 |                                              | 1000312104 |
| 2012年8月29日 | Accel World Original Soundtrack feat.ONOKEN  | 1000312103 |
| 2012年9月26日 | Accel World Original Soundtrack feat.MintJam | 1000313088 |

## OVA
遊戲「加速世界 Stage:01 銀翼的覺醒」及「加速世界 Stage:02 加速的頂點」的初回限定版內附OVA。PS3版內附BD版，PSP則內附DVD版。而OVA的時間軸為能美一事後發生。
| 話數 | 日文標題 | 中文標題            | 劇本     | 分鏡     | 演出     | 作畫監督                          | 機械作畫監督                                           | 總作畫監督                                           |
| ---- | -------- | ------------------- | -------- | -------- | -------- | --------------------------------- | ------------------------------------------------------ | ---------------------------------------------------- |
| Ex01 |          | Reverberation；殘響 | 吉野弘幸 | 安藤正臣 | 安藤正臣 | 岡山思菜子 下島誠 田畑壽之        | 青山正宣 黑田結花 原平子（協力）                       | 愛敬由紀子                                           |
| Ex02 |          | Vacation；溫泉      | 吉野弘幸 | 高橋健司 | 佐藤真人 | 龜谷響子 松下純子、柳伸亮（協力） | 椛島洋介 中澤勇一 菊池一真、黑田結花、小川浩司（協力） | 大塚亨 小川繪理 小谷杏子 愛敬由紀子 岡田豐廣（協力） |

## 劇場版動畫
2015年10月4日在電擊文庫秋之祭典上發表了《加速世界》新作動畫制作決定，名為「加速世界 INFINITE BURST（アクセル・ワールド　インフィニット・バースト）」，於2016年7月23日上映，9月28日藍光和DVD於日本發售。
- 原作：川原礫
- 原作插畫：HIMA
- 監督：小原正和
- 腳本：川原礫、吉野弘幸
- 動畫指導、角色設計：愛敬由紀子
- 對戰Avatar設計、動作監督：椛島洋介
- 配給：ワーナー・ブラザース映画
- 動畫製作：日昇動畫
- 製作：AWIB Project
- 發行：日本華納娛樂

主題曲
- 《Plasmic Fire》[39]

作詞：KOTOKO、motsu，作曲、編曲：八木沼悟志，主唱：KOTOKO×ALTIMA

## 遊戲
南夢宮萬代分別在PS3和PSP平台發行遊戲，分為初回限定版和通常版，在國內外也分別發行日本版和亞洲版。初回限定版特典OVA動畫PS3是BD版，PSP則是DVD版。
加速世界 Stage:01 銀翼的覺醒
平台：PS3／PSP
類型： 加速世界體驗模擬遊戲
製作公司：BANDAI NAMCO
推出日期：2012年9月13日
初回限定版特典：OVA動畫Ex01《Reverberation；》、設定資料集Special Booklet 01、紙製收藏盒。
加速世界 Stage:02 加速的頂點
平台：PS3／PSP
類型： 加速世界體驗模擬遊戲
製作公司：BANDAI NAMCO
推出日期：2013年1月31日
初回限定版特典：OVA動畫Ex02《Vacation；》、設定資料集Special Booklet 02、紙製收藏盒。
加速世界VS刀劍神域 千年的黃昏
平台：PS Vita／PS4／PC
類型：動作角色扮演遊戲
製作公司：BANDAI NAMCO
推出日期：2017年3月16日
初回限定版特典〈PS4版〉：新增角色服裝：銀幕裝備『-序列爭戰-』制服裝、參戰角色：幸（ALO樣式）和悠那
初回限定版特典〈PSVita版〉：新增角色服裝『悠久裝備 巫女』制服裝

### 在其他的遊戲中登場
電擊文庫 FIGHTING CLIMAX
在2D格鬥遊戲《電擊文庫 FIGHTING CLIMAX》中，黑雪公主以遊戲角色登場（Black Lotus僅在出招時出現），春雪（同樣以Silver Crow出現）以支援角色登場。
Weiß Schwarz
在2012年Bushiroad發售的交換卡片遊戲——Weiß Schwarz中，加速世界參加了Schwarz陣營，發售了Trial Deck（起始卡組；或稱預組）和Booster Pack（補充包）兩個系列的卡片。

## 廣播劇CD
『加速世界』+『刀劍神域』廣播劇CD
2012年4月6日由電擊文庫發行。兩片裝CD，內容包括「春雪的災難」、「桐人的受難」和「對戰」等三齣廣播劇及「加速世界」&「刀劍神域」配音員談話集，附有收錄了三齣廣播劇對話內容的台詞本。

## 廣播節目
以『加速世界 〜加速廣播〜』為節目名稱，於2012年3月18日起至2013年4月1日止，於大阪放送與HiBiKi Radio Station播出。
主持人
- 鷲崎健
- 三澤紗千香（黑雪公主）

來賓
- #12 梶裕貴（有田春雪）
- #14、錄音特別回（Vol.3）淺沼晉太郎（黛拓武）
- #23、#24 日高里菜（上月由仁子）
- #33 小林沙苗（能美征二）
- #44 川原礫（原作者）

相關商品
《廣播節目CD「加速世界 〜加速廣播〜」》
| 集數 | 發售日         | 收錄內容                        |
| ---- | -------------- | ------------------------------- |
| 1    | 2012年6月27日  | 錄音特別回+通常播放回數#1〜#6   |
| 2    | 2012年8月29日  | 錄音特別回+通常播放回數#7〜#16  |
| 3    | 2012年12月26日 | 錄音特別回+通常播放回數#17〜#26 |
| 4    | 2013年4月24日  | 錄音特別回+通常播放回數#27〜#38 |
| 5    | 2013年7月31日  | 錄音特別回+通常播放回數#39〜#53 |

## 網路節目
『三澤紗千香的加速全開！ 世界會議』
2012年的4月到9月，每個月的最後一個星期一在NICONICO動畫播放。

## 備考
PASELA
卡拉OK連鎖店PASELA於2012年4月26日到5月25日期間，在一些特定的店裡開設加速世界包廂，提供加速世界專屬菜單。
LOTTERIA 2012年夏季活動
大手速食連鎖旗下的速食店LOTTERIA創業四十周年的紀念活動的第二彈。2012年7月19日起為了紀念加速世界的BD和DVD發售，提供限量的千百合飲料杯和黑雪公主摺扇與飲料一起搭售。
GigaFile便
免費大容量檔案傳送服務GigaFile便於2012年7月16日到7月23日期間與加速世界異業合作。
GOOD SMILE CAFE在「WONDERFUL HOBBY LIFE FOR YOU!! 19」
2012年7月26日起和加速世界異業合作發售印有春雪圖樣的「加速世界丼」飯盒，附贈圓形粉紅豬徽章。
高圓寺阿波舞
2012年8月25、26日舉行的東京高圓寺阿波舞使用了加速世界的意象海報（圖是動畫版），加速世界動畫版官網也在同年8月20日起限定的期間內使用和加速世界的意象海報相同的官網圖作為紀念。
南夢宮×加速世界活動
2012年7月28日到9月9日期間在南夢宮的遊樂場推出特製的加速世界點心「豬麵」和黑雪公主檔案夾等夾娃娃機商品。另外在7月21日到9月19日期間在南夢宮的室內遊樂園「NAMCO NAMJA TOWN」也提供原創的加速世界菜單。
CURE MAID CAFE 加速世界餐廳
CURE MAID CAFE女僕餐廳與QUEEN DOLCE男裝喫茶店於2012年8月24日至9月2日同時舉辦加速世界餐廳活動，提供春雪與黑雪公主他們的限定菜單及各對戰虛擬角色的意象飲料。9月7日至9月17日還舉辦了姊妹作刀劍神域的活動。
GOOD鐵CAFE 加速世界喫茶
GOOD SMILE CAFE與卡拉OK鐵人CAFE於2012年7月24日至9月30日期間舉辦加速世界喫茶活動，店內設置了仁子的對戰虛擬角色Scarlet Rain和同比例的巨大強化外裝「無敵號」的模型。此外也提供了一些加速世界意象的菜單。
Patisserie Swallowtail White Rose 異業合作甜點
K-BOOKS營運的西點店Patisserie Swallowtail White Rose的異業合作企劃，2013年1月12日到1月20日期間在K-BOOK的秋葉原新館販賣電視動畫加速世界與刀劍神域的異業合作餅乾甜點，上面印有黑雪公主與亞絲娜等人的圖樣。
橫濱市交通局 一日乘車券
加速世界與橫濱市交通局異業合作推出加速世界原畫的市營巴士、地下鐵共通的一日乘車券，於2013年3月22和23日兩天發售。一人限購兩張，限定發行500張。
鐵拳TAG Tournament 2
雖不是異業合作，在OVA第二話中有春雪玩鐵拳TAG Tournament 2的場面。
魔法科高中的劣等生
在電視動畫的第六及第二十四話中，有出現《魔法科高中的劣等生》作品廣告的畫面，廣告的內容是第108卷即將出刊。
ISML國際最萌大賽
在ISML國際最萌大賽，黑雪公主成為2014年ISML紅寶石項鍊的得主。

## 注脚
1. ↑  第一卷第六章。
2. ↑  第二十六卷第十章，黑雪公主:「我說啊，春雪。就我看來，綸、仁子、千百合這三個人，是有自覺地喜歡你。而楓子、謠、Choco這幾個多半沒有自覺，但也非常可疑。噢，還有梅丹佐也是……Lead算不算呢……」、「管他是男生還是AI，都一樣有權喜歡你吧。你可非得好好面對大家的心意，對每個人說出你的答案不可啊。」
3. ↑  小說作者固定使用的簡稱。
4. ↑  第四代的能力尚不明，但是也能使用
5. ↑  等級6的升級獎勵分別有:
將雙手的手指化作小型自動追蹤導彈再釋放出的必殺技「手指追蹤」、在一定時間內大幅度提升對實體彈的抗性的必殺技「防彈功能」、可從實體劍和能量光劍之間轉換的強化外裝「澄澈之刃」與「飛行能力的性能強化」等四選一的獎勵選項。
6. ↑  依據台灣角川出版第二十六卷後記部分，原譯為「小幸（サッちゃん）」、「幸幸（サッちん）」、「幸（サッチ），自第二十六卷開始統一變更為「小早」、「早早」、「早」」。
7. ↑  「物理完全加速」為等級九玩家獨有能力，消耗自身99%的加速點數讓意識及肉體在現實世界中加速100倍。
8. ↑  第一卷第六章。
9. ↑  第二十六卷第十章，指綸、仁子、千百合、楓子、謠、Choco、梅丹佐、Lead。
10. ↑  在第八卷和第十五卷中她曾無意中使出心念支援Crow和Pile。
11. ↑  最早這麼稱呼他的其實是黑雪公主。
12. ↑  校慶中他曾提出要幫春雪想辦法復原一度拍到而被強制刪除的性感照片，游泳的時候曾想要拍攝軍團的女孩子穿泳裝的影片。
13. ↑  觀世流雖然是有女流能樂師的較先進流派，但是依據四埜宮家的家風，即使到了2047年仍然不承認女流的能樂師。
14. ↑  這個暱稱是比飼育委員會的委員長春雪還要大的意思，後來黑雪公主還篡改了校內的電腦系統，使它變成了真正的正式職稱。
15. ↑  以「水」與「無色」單字的合稱。
16. ↑  會出現在無限制中立空間的禁城內部，除了以特殊手段入侵以外，就是連線者本人是在皇居內部加速。在春雪和高野姐妹相約討論由獅子座流星雨監督偵察震盪宇宙攻略戰時，曾說漏口故意安排行程和甩開護衛以便單獨會面。
17. ↑  作者在第24卷後記指出Sentry复活的方法不适用于所有的退场者，不如说实际上只有Sentry可以使用。
18. ↑  ショコラ是法文外來語，因此小說中文版亦將其譯為法文的Chocolat，而非英文的Chocolate。
19. ↑  由於Rook有許多曖昧的意思，如動物的禿鼻鴉、扣在耳朵上的耳環及國際象棋的城堡（也就是中國象棋的車）等，因此用音譯的方式發音盧克。
20. ↑  同作者的作品《刀劍神域》存在類似同名的武器。
21. ↑  Graphite使用的招式名稱在小說刀劍神域的SAO遊戲裡面也有，不過在台灣角川版本的刀劍神域中這個招式全都被譯成「水平四方斬」了。
22. ↑  和《刀劍神域》的主角桐人的配劍「闡釋者」同樣的名稱。
23. ↑  台灣角川中文版誤翻成等級2，這邊原文是
24. ↑  Rain在當下指出Yellow Radio和Black Lotus的對戰是加速世界史上首次2位LV9所展開的正面對決，但是當兩人準備發出必殺技時Radio被第五代Chrome Disaster偷襲導致沒有結果
25. ↑  在動畫裡把第一次七王會議改成由Ivory Tower代表參加，但根據小說主線脈絡，白之王在第一次七王會議中必須在場。
26. ↑  若宮惠在被叫到加速世界前，在擴增實境看到那本書的情形，原文小說亦稱之為「幻視」。
27. ↑  原文「ブリキ」（源自荷蘭文blik）是指馬口鐵（鍍錫鐵皮），正式中譯亦為馬口鐵作家，翻譯成英文的Tin則兼具錫和馬口鐵的意思。
28. ↑  日語中是寫成。
29. ↑  綸在第15話曾經出現了極短的時間。在OVA第2話短暫登場但沒有台詞。
30. ↑  台灣Animax字幕另有中文譯名「毀滅」。
31. ↑  台灣Animax字幕另有中文譯名「起義」。
32. ↑  台灣Animax字幕另有中文譯名「羈絆」。

## 外部連結
- （日語） WordGear（页面存档备份，存于） － 作者個人網站
- （日語） 電擊官方網站（页面存档备份，存于）
- （日語） 加速世界 Infinite Burst（页面存档备份，存于） － 劇場版官方網站
- （日語） 遊戲版第一作官方網站（页面存档备份，存于）
- （日語） 遊戲版第二作官方網站（页面存档备份，存于）
- （繁體中文） 木棉花國際官方網站（页面存档备份，存于）
- 加速世界的X（前Twitter）